# Équipe de Suisse de football
Vous lisez un « bon article » labellisé en 2015.
Cet article traite de l'équipe masculine. Pour l'équipe féminine, voir Équipe de Suisse féminine de football.
Maillots
Actualités
L'équipe de Suisse de football (en allemand : Schweizer Fussballnationalmannschaft, en italien : Nazionale di calcio della Svizzera, en romanche : Squadra naziunala da ballape da la Svizra) est constituée par une sélection des meilleurs joueurs suisses sous l'égide de l'Association suisse de football. Surnommée « la Nati » (abréviation de Nationalmannschaft), elle représente le pays lors des compétitions internationales.
Après la création de l'Association suisse de football en 1895, l'équipe nationale dispute la première rencontre de son histoire en 1905 face à la France. Elle remporte une médaille d'argent lors de sa première participation olympique en 1924 puis atteint les quarts de finale de la Coupe du monde en 1934, en 1938 et en 1954 à domicile. La Nati participe régulièrement à la Coupe du monde jusqu'en 1966 et connaît ensuite une période creuse de 28 ans. Elle fait son retour en 1994 puis prend part à cinq Mondiaux consécutifs de 2006 à 2022 (série en cours) pour un total de douze participations.
La Suisse participe également à six phases finales du Championnat d'Europe, qu'elle co-organise avec l'Autriche en 2008. En 2021 et 2024, elle réalise ses meilleures performances en se qualifiant pour les quarts de finale, tous deux perdus aux tirs au but.
Les Suisses disputent la plupart de leurs rencontres à domicile au Parc Saint-Jacques, stade d'une capacité de plus de 38 000 places situé à Bâle. Troisièmes du premier classement FIFA en août 1993, ils ont terminé l'année 2024 au 20e rang mondial. Ils sont entraînés par Murat Yakın depuis août 2021.

## Histoire

### Genèse de l'équipe nationale (1905-1918)
Des élèves anglais introduisent le football en Suisse dans des pensionnats en 1855 et de nombreux clubs amateurs sont fondés par la suite. L'Association suisse de football (ASF) est créée le 7 avril 1895 à Olten et des matchs internationaux entre clubs suisses et frontaliers ont lieu dès le milieu des années 1890. La première sélection suisse bat une équipe du sud de l'Allemagne sur le score de 3-1 le 4 décembre 1898. La moitié de l'équipe suisse est alors constituée d'étrangers vivant en Suisse, pour la plupart britanniques. Plusieurs autres matchs de ce type sont organisés ; la Suisse perd par exemple contre l'Autriche sur le score de 4-0 le 8 avril 1901.

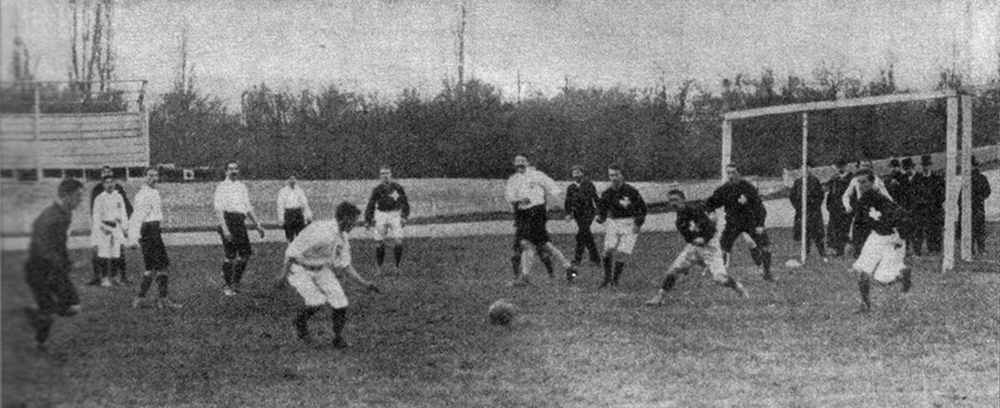
Le premier match officiel de l'équipe suisse, joué contre la France le 12 février 1905.

L'équipe suisse joue son premier match officiel contre la France le 12 février 1905 à Paris. Elle perd sur le score de 1-0 devant 5 000 spectateurs. Le match retour, qui ne peut se jouer que trois ans plus tard à cause des problèmes financiers de l'ASF, est perdu sur le score de 1-2 à Genève. Adolf Frenken (de) du FC Winterthour marque le premier but de l'équipe suisse. Les Suisses obtiennent leur première victoire le 5 avril 1908 en battant l'équipe d'Allemagne, qui joue son premier match officiel, sur le score de 5-3 à Bâle. La sélection enregistre ensuite ses deux plus larges défaites sur le même score de 9-0, l'une contre l'Angleterre amateure{\displaystyle } à domicile le 20 mai 1909 et l'autre contre la Hongrie à Budapest le 29 octobre 1911. L'ASF prévoit d'envoyer une équipe aux Jeux olympiques d'été de 1912 à Stockholm, mais ce projet ne se concrétise pas à cause d'un manque d'argent.
Après le début de la Première Guerre mondiale, le football est beaucoup moins présent en Suisse. Plus de la moitié des terrains sont transformés en terrains agricoles et de nombreux clubs cessent leurs activités car les joueurs doivent faire leur service militaire. L'ASF convainc progressivement les autorités militaires, d'abord sceptiques, que le football peut entretenir la condition physique des militaires en service. Le jeu reprend donc en 1916 : de nombreux matchs sont organisés au sein de l'armée, ce qui contribue à la popularisation du football. Cinq matchs internationaux peuvent être organisés : deux à domicile contre l'Autriche et trois à l'extérieur contre l'Italie, l'Autriche et la Hongrie.

### Premiers succès (1918-1938)
Le premier match de l'après-guerre est joué le 29 février 1920 contre la France. Le 27 juin 1920, les Suisses jouent un match très politisé contre l'Allemagne au Utogrund à Zurich : ils ont ignoré l'interdiction de matchs internationaux infligée par la FIFA aux perdants de la guerre. La France menace alors de boycotter les matchs contre la Suisse et des manifestations ont lieu en Belgique et en Angleterre. L'association régionale romande interdit à ses membres d'y participer. Cette rencontre controversée se termine par une victoire suisse sur le score de 4-1. L'ASF décide en août 1919 de participer aux Jeux olympiques d'été de 1920 à Anvers, mais elle annule son inscription une semaine avant le début du tournoi. En plus du manque d'argent, elle craint une scission de la fédération entre francophones et germanophones à la suite du match contre l'Allemagne.

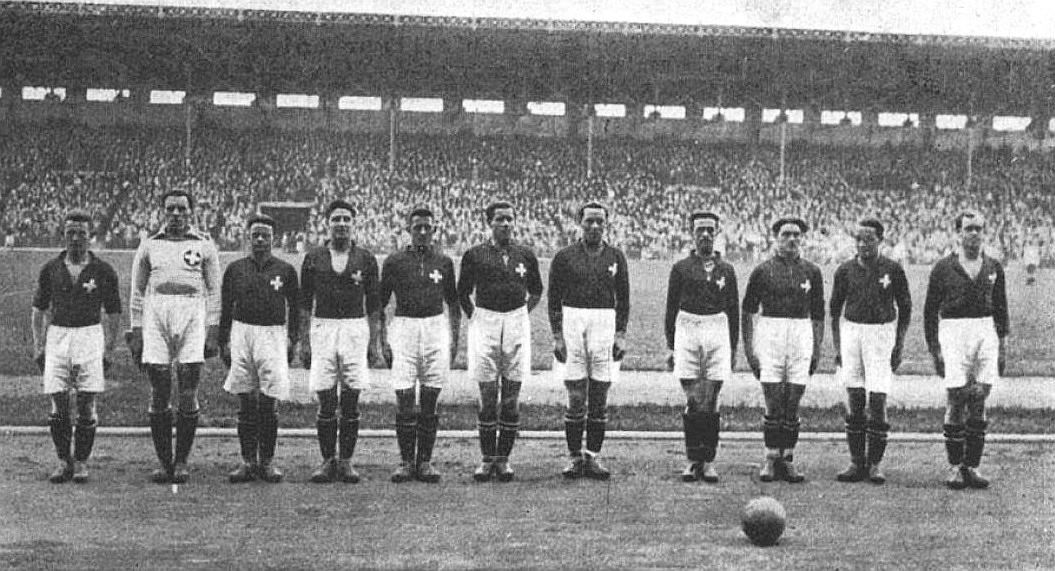
L'équipe de Suisse, finaliste des JO de 1924.

Dix-sept joueurs se rendent à Paris pour participer aux Jeux olympiques d'été de 1924. S'attendant à une élimination rapide, l'ASF achète un billet de train valable pour seulement dix jours. Pour la première fois, l'ASF engage des entraîneurs : les Britanniques Teddy Duckworth et Jimmy Hogan ainsi que le Hongrois Izidor Kürschner. Lors du seul match du tour préliminaire, les Suisses obtiennent la victoire la plus large de leur histoire en battant la Lituanie sur le score de 9-0. Après un match nul (1-1) contre la Tchécoslovaquie, la rencontre est rejouée et les Suisses s'imposent sur le score de 1-0. Ils battent ensuite l'Italie en quart de finale (2-1) et le journal « Sport » lance une collecte de fonds pour prendre en charge les coûts supplémentaires engendrés par l'hébergement. En demi-finale, l'équipe suisse élimine les Suédois, favoris du tournoi, sur le score de 2-1. Elle perd en finale (0-3) contre l'Uruguay et obtient la médaille d'argent ainsi que le titre non officiel de champion d'Europe.
Après cette performance, le niveau de l'équipe nationale baisse considérablement. Les Suisses sont éliminés des Jeux olympiques de 1928 après une défaite contre l'Allemagne sur le score de 4-0. Les résultats ne sont pas meilleurs à la Coupe internationale européenne, prédécesseur du Championnat d'Europe, où la Suisse se classe dernière lors de chacune des six éditions. Léopold Kielholz est cependant le meilleur buteur de l'édition 1933-1935 à égalité avec le Hongrois György Sárosi. Comme de nombreuses autres nations européennes, la Suisse ne participe pas à la première Coupe du monde qui a lieu en 1930 en Uruguay pour des raisons de coûts.
Les Suisses se qualifient pour la Coupe du monde de 1934 en Italie après un match nul contre la Yougoslavie et une victoire obtenue sur tapis vert contre la Roumanie, qui a aligné un joueur non « sélectionnable ». Avant la phase finale, un conflit éclate entre l'ASF et le Servette FC. Le club genevois craint que ses joueurs se blessent pendant les matchs internationaux et demande une compensation financière. L'ASF doit menacer le club de lourdes sanctions pour qu'il libère ses joueurs une semaine avant le début de la Coupe du monde. Avec l'entraîneur Heinrich Müller, les Suisses gagnent leur huitième de finale contre les Pays-Bas sur le score de 3-2. Ils perdent ensuite contre la Tchécoslovaquie, future finaliste, sur le score de 2-3.
L'assemblée des délégués de l'ASF décide en 1931 de créer une ligue professionnelle, mais celle-ci ne répond pas aux attentes élevées. De nombreux joueurs de l'équipe nationale sont attirés par des contrats lucratifs à l'étranger, en particulier en première division française. L'intérêt des spectateurs reste modéré et l'objectif principal, une amélioration du niveau de l'équipe nationale, n'est pas atteint. Entre 1934 et 1938, la sélection ne remporte que le quart de ses rencontres internationales. Des fonctionnaires influents estiment que le sport professionnel est à l'origine des problèmes et idéalisent l'époque de l'amateurisme. En 1937, les salaires sont si bas que les joueurs doivent exercer un autre métier pour vivre. Le professionnalisme est interdit par le président de l'ASF Robert Zumbühl au début des années 1940,.
L'Autrichien Karl Rappan, qui devient entraîneur en septembre 1937, changera le football suisse pour les vingt-cinq prochaines années. Son mandat est divisé en quatre périodes (1937–1938, 1942–1949, 1953–1954, 1960–1963). Il met en place un système défensif, le « verrou suisse », qui permet aux Suisses de rivaliser avec des équipes plus cotées.

### Fierté nationale pendant la Seconde Guerre mondiale (1938-1945)

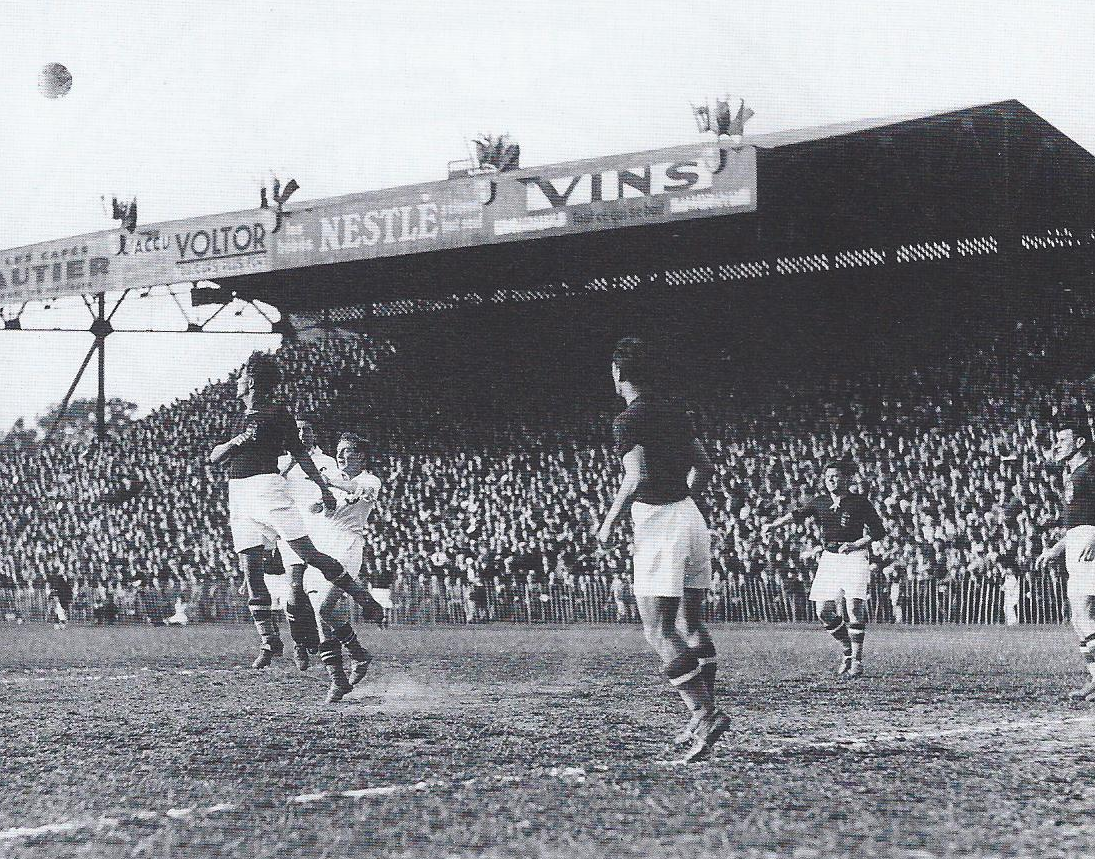
Dégagement de la défense suisse contre la Hongrie au Mondial 1938.

Les Suisses jouent un match unique contre le Portugal à Milan pour se qualifier pour la Coupe du monde 1938 en France ; ils le remportent sur le score de 2-1. Au premier tour de la phase finale, les Suisses rencontrent l'équipe du Troisième Reich, qui a annexé l'Autriche trois mois plus tôt. Le match se termine par une égalité (1-1) et il est rejoué cinq jours plus tard. La deuxième rencontre reste comme l'une des plus remarquables de l'histoire du football suisse. L'équipe allemande, qui est en fait une fusion des deux demi-finalistes de 1934, l'Allemagne et l'Autriche, est considérée comme la favorite du tournoi. Elle mène 2-0 à la 40e minute, mais perd finalement sur le score de 2-4. La victoire suisse contre l'Allemagne est célébrée avec beaucoup d'enthousiasme au pays. Trois jours plus tard, les Suisses perdent leur quart de finale sur le score de 0-2 contre la Hongrie,.
Après la victoire contre l'Allemagne, les footballeurs sont vus comme des modèles. De nombreux journaux les comparent aux héros de l’histoire suisse. Par exemple, la Gazette de Lausanne écrit que « les onze petits Suisses […] ont lutté comme à Saint-Jacques et ont remporté une victoire qui retentira longtemps sous les murs de Paris ». Le football devient ainsi un élément de la défense spirituelle, mouvement visant à préserver les valeurs fondamentales démocratiques et culturelles de la Suisse de l'influence de ses voisins aux régimes totalitaires. Le public perçoit le verrou suisse comme un symbole de l'affirmation du pays.
À l'exception de la phase de mobilisation, le championnat suisse est maintenu pendant la Seconde Guerre mondiale. Pendant leur service militaire, les joueurs peuvent prendre congé pour jouer les matchs de championnat. Le général Henri Guisan, commandant en chef de l'armée suisse pendant la guerre, contribue à ce que le football reste actif dans le pays. L'équipe nationale joue seize matchs pendant la guerre, dont onze contre les forces de l'Axe et leurs alliés. Les matchs à domicile sont considérés comme des événements d'importance nationale et le général Guisan assiste à certains d'entre eux. Les matchs permettent aux hommes politiques de maintenir l'image de neutralité absolue de la Suisse. Le 20 avril 1941, anniversaire d'Adolf Hitler, les Suisses battent les Allemands à Berne sur le score de 2-1.

### Quatre participations à la Coupe du monde (1945–1966)

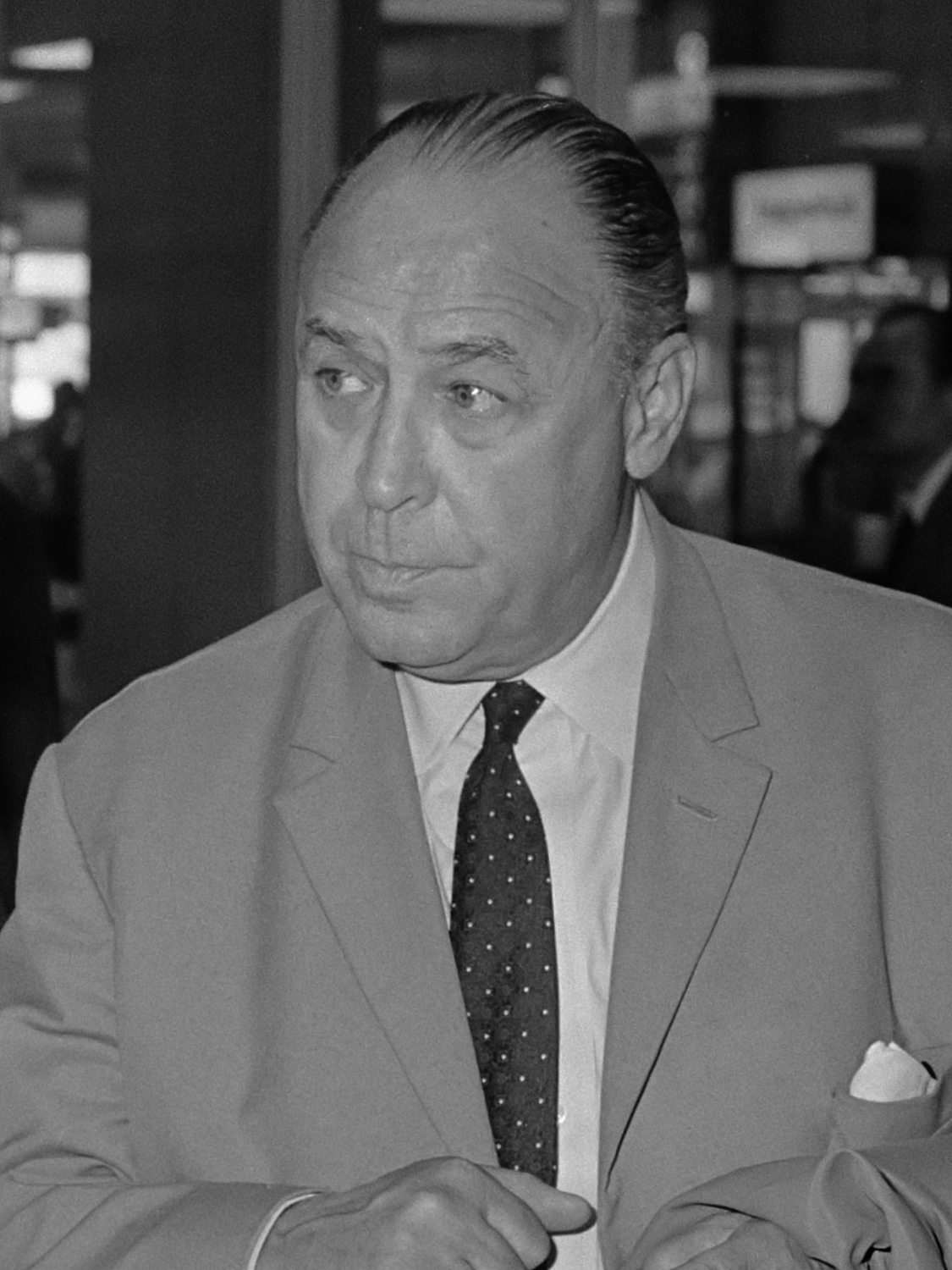
Karl Rappan en 1969.

Le premier match de l'après-guerre est gagné le 21 mai 1945 contre le Portugal sur le score de 1-0. Les Suisses reçoivent les Italiens le 11 novembre 1945 à Zurich, leur permettant ainsi de réintégrer le football international. Après deux victoires contre le Luxembourg, ils se qualifient pour la Coupe du monde de 1950. L'ASF engage l'ancien joueur Franco Andreoli comme entraîneur pour la phase finale au Brésil. C'est la première fois que l'équipe suisse se rend sur un autre continent. Les dix-neuf joueurs s'envolent de Kloten et arrivent à Rio de Janeiro après deux escales à Lisbonne et Dakar. Ils perdent leur premier match contre la Yougoslavie sur le score de 0-3. Ils affrontent ensuite la Seleção brésilienne, grande favorite du tournoi et obtiennent le match nul (2-2) grâce à la technique du verrou suisse et à deux buts de Jacques Fatton. Une victoire 2-1 contre le Mexique ne suffit pas pour se qualifier pour le tour final, qui réunit les vainqueurs de groupe,.
En 1948, la Suisse soutient l'Allemagne dans sa demande, refusée, de réintégrer la FIFA, et trois matchs entre clubs suisses et allemands sont ensuite organisés. La position de la Suisse est alors très critiquée par les médias étrangers, notamment aux Pays-Bas. L'ASF échappe à la menace de suspension de la FIFA en infligeant des amendes de 500 francs aux organisateurs des matchs concernés. Dès 1950, avec la réintégration de l'Allemagne et de la Sarre à la FIFA, il n'y a plus d'obstacles à l'organisation de matchs internationaux concernant ces équipes, de sorte que, le 22 novembre à Stuttgart, la Suisse joue son premier match contre l'Allemagne depuis la fin de la guerre. Les Suisses perdent le match sur le score de 0-1. Le même jour, l'équipe B perd contre la Sarre sur le score de 3-5.
La Suisse, soutenue par le président de l'ASF et vice-président de la FIFA Ernst Thommen, obtient l'organisation de la Coupe du monde de 1954. L'ASF réengage Karl Rappan pour préparer la sélection. Le 25 avril 1954, la télévision suisse diffuse pour la première fois une rencontre de l'équipe nationale. Il s'agit d'un match de préparation contre l'Allemagne. Lors de leur première rencontre de la Coupe du monde, les Suisses battent l'Italie à Lausanne sur le score de 2-1. Ils perdent ensuite contre l'Angleterre à Berne sur le score de 2-0. Deuxièmes du groupe avec deux points, à égalité avec l'Italie, ils se qualifient pour les quarts de finale grâce à une victoire à Bâle sur le score de 4-1 lors du match d'appui. En quart de finale, les Suisses et les Autrichiens établissent le record du nombre de buts marqués en un match de Coupe du monde. La rencontre a lieu à Lausanne devant environ 35 000 spectateurs. Les Suisses mènent 3-0 après 20 minutes mais, alors que le défenseur Roger Bocquet est victime d'une chute et des fortes chaleurs, ils encaissent ensuite cinq buts en un quart d'heure. Malgré un début d'insolation de leur gardien Kurt Schmied, les Autrichiens gardent leur avantage et remportent la partie sur le score de 7-5.
Les années suivantes sont marquées par de grandes désillusions. Avec l'entraîneur Jacques Spagnoli (it), les Suisses terminent derniers de leur groupe de qualification derrière l'Écosse et l'Espagne et manquent la Coupe du monde de 1958 en Suède. L'Autrichien Willibald Hahn (de) n'obtient pas de meilleurs résultats. Après une défaite sur le score de 0-8 contre la Hongrie, une des plus lourdes de l'histoire de la « Nati », l'ASF s'en sépare en octobre 1959. Elle appelle pour la quatrième et dernière fois Karl Rappan. Après trois victoires et une défaite lors des qualifications pour la Coupe du monde de 1962 au Chili, l'équipe nationale termine première de son groupe à égalité avec la Suède, vice-championne du monde en 1958. Les Suisses remportent le match de barrage, organisé en novembre 1961 à Berlin, sur le score de 2-1. Le match est joué dans la partie occidentale de la ville, isolée à cause du mur construit trois mois plus tôt. Lors de la phase finale, la Suisse subit trois défaites contre le Chili (1-3), l'Allemagne (1-2) et l'Italie (0-3).
En juillet 1964, l'ASF engage l'Italien Alfredo Foni qui a été champion olympique en 1936 et champion du monde en 1938. Les Suisses se qualifient pour la Coupe du monde de 1966 en Angleterre en terminant premiers d'un groupe comprenant notamment les Pays-Bas. Lors de la phase finale, la « Nati » perd à nouveau ses trois rencontres contre l'Allemagne de l'Ouest (0-5), l'Espagne (1-2) et l'Argentine (0-2). Mais un autre événement attire l'attention des médias. Le soir précédant le premier match, Jakob Kuhn, Léo Eichmann et Werner Leimgruber sortent de l'hôtel, font de l'auto-stop et font un tour de ville avec deux jeunes Anglaises. Alfredo Foni impose aux joueurs d'être dans leur chambre à 22 heures 30, et Kuhn, Eichmann et Leimgruber rentrent avec 45 minutes de retard. Foni ne les sélectionne pas pour le match contre l'Allemagne et l'ASF les suspend pour ce comportement jugé scandaleux. Les joueurs concernés accusent ensuite les dirigeants de l'association de diffamation. Ils peuvent à nouveau jouer dès 1968 après avoir retiré leur plainte,.

### «Défaites honorables» (1967–1989)
En 1962, Karl Rappan analyse ainsi le football suisse : « Si nous ne réorganisons pas notre football d'élite – et rapidement – nous allons remporter une rencontre de temps en temps avec de la chance, mais n'aurons plus notre mot à dire au niveau international à long terme ».
Les prédictions de Rappan s'avèrent correctes. Plusieurs raisons expliquent le fait que la Suisse s'éloigne de plus en plus de l'élite mondiale. Le verrou suisse devient moins efficace au fil du temps, et une sorte de « Röstigraben » footballistique se développe le long des frontières linguistiques. Alors qu'un football athlétique et basé sur la défense demandant force et discipline est privilégié en Suisse alémanique, la Suisse romande et dans une moindre mesure le Tessin préfèrent un système opposé, plus abouti techniquement, orienté vers l'attaque et avec beaucoup de passes courtes. Entre 1967 et 1989, huit entraîneurs se succèdent sans obtenir une qualification pour une Coupe du monde ou un Championnat d'Europe.
L'expression « défaite honorable » est souvent utilisée pour décrire les résultats de l'équipe nationale dans les années 1970. Elle perd beaucoup de matchs, souvent avec un seul but d'écart. Les matchs nuls contre des équipes plus fortes sont fêtés comme des victoires. De plus, l'équipe nationale devient de moins en moins importante pour certains joueurs,. Une première reprise a lieu avec l'entraîneur Paul Wolfisberg. Les Suisses obtiennent quelques bons résultats lors des matchs amicaux, par exemple une victoire à l'extérieur contre l'équipe d'Italie, récemment sacrée championne du monde, sur le score de 1-0. Les succès sont cependant rares dans les matchs de qualification décisifs. Le championnat suisse se professionnalise progressivement pendant les années 1970, mais cela ne règle pas les problèmes de l'équipe nationale. À la fin des années 1980, alors que Daniel Jeandupeux n'atteint pas les objectifs de l'équipe, l'ASF entreprend les réformes attendues depuis longtemps dans l'organisation de l'association et la formation des jeunes.

### Des hauts et des bas (1989–2001)
L'ASF engage l'entraîneur allemand Uli Stielike en 1989. Ce dernier obtient un résultat remarquable dès ses débuts, avec une victoire contre le Brésil sur le score de 1-0 le 21 juin 1989. Les Suisses jouent un match amical historique le 19 décembre 1990 à Stuttgart (défaite 4-0), puisque c'est la première rencontre de l'Allemagne réunifiée. Ils ne se qualifient pas pour la Coupe du monde 1990, et manquent d'un point la qualification pour le Championnat d'Europe 1992 qui ne compte encore que huit équipes.

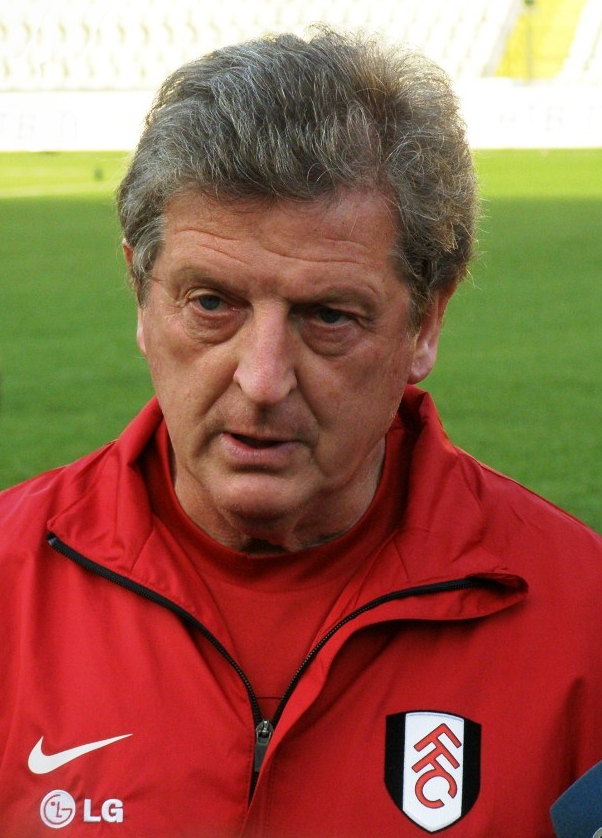
Roy Hodgson, sélectionneur de 1992 à 1995

L'Anglais Roy Hodgson, engagé en 1992, continue le travail de reconstruction entamé par Uli Stielike. L'ASF signe un contrat de sponsoring avec la banque Crédit suisse en 1993 et s'engage à investir la moitié de l'argent dans la formation pour assurer le succès de l'équipe nationale à long terme. L'équipe suisse se qualifie pour la Coupe du monde 1994 en terminant deuxième de son groupe derrière l'Italie, et apparaît au troisième rang du premier classement FIFA en août 1993. Le dernier match des qualifications, une victoire 4-0 contre l'Estonie, est joué devant les conseillers fédéraux Ruth Dreifuss et Adolf Ogi et plus de deux millions de téléspectateurs. C'est la première fois depuis vingt-huit ans que la Suisse participe à la phase finale de la Coupe du monde. Les Suisses jouent le match d'ouverture contre le pays hôte, les États-Unis, dans le stade couvert du Silverdome à Détroit devant des milliers de spectateurs suisses. Georges Bregy ouvre la marque pour la Suisse sur un coup franc à la 39e minute, mais Eric Wynalda égalise peu après grâce à un tir puissant dans la lucarne. Le match se termine sur le score de 1-1. Grâce notamment à deux buts d'Adrian Knup, les Suisses battent ensuite la Roumanie sur le score de 4-1 et obtiennent ainsi leur première victoire en Coupe du monde depuis 1954. Ils se qualifient pour la suite du tournoi malgré une défaite contre la Colombie (0-2). La « Nati » affronte l'Espagne en huitième de finale. Le gardien Andoni Zubizarreta parvient à arrêter tous les tirs suisses et les Espagnols marquent trois buts dont un sur penalty. La Suisse est donc éliminée sur le score de 0-3,.
Les Suisses sont premiers de leur groupe lors des qualifications pour le Championnat d'Europe 1996, qui accueille seize équipes. Avant un match de qualification joué le 6 septembre 1995 à Göteborg (Suède), les joueurs suisses déploient une banderole avec le message « Stop it Chirac » pendant l'hymne national. Ils protestent ainsi contre l'annonce du président français Jacques Chirac de la reprise des essais nucléaires dans l'atoll de Moruroa, dans le Pacifique sud. L'UEFA interdit ensuite les actions politiques sur les terrains. L'ASF, qui a reçu un avertissement de l'UEFA, ne sanctionne pas les joueurs car leur action est largement approuvée par la population et les médias.
Artur Jorge remplace Roy Hodgson à la fin de son contrat. L'entraîneur portugais est critiqué dès ses débuts. Il provoque une polémique en annonçant sa sélection pour le Championnat d'Europe : il ne retient ni Adrian Knup ni Alain Sutter, considérés comme faisant partie des meilleurs joueurs de l'équipe depuis plusieurs années,. La Suisse commence bien le premier Championnat d'Europe de son histoire puisqu'elle obtient un match nul (1-1) contre le pays hôte, l'Angleterre. Elle est cependant éliminée au terme du premier tour après deux défaites contre les Pays-Bas (0-2) et l'Écosse (0-1). Artur Jorge annonce sa démission juste après.
La « Nati » affronte des équipes considérées comme abordables lors des qualifications pour la Coupe du monde 1998. Mais le 31 août 1996 à Bakou, lors du premier match de l'entraîneur autrichien Rolf Fringer, la Suisse, favorite, perd sur le score de 0-1 contre l'Azerbaïdjan. Elle perd ensuite contre la Norvège, futur vainqueur du groupe, sur le score de 5-0. C'est la plus lourde défaite de l'équipe nationale depuis dix-sept ans. Elle termine finalement quatrième sur cinq équipes et ne se qualifie pas pour la Coupe du monde. Le journaliste et ancien joueur Norbert Eschmann analyse ainsi les causes de ces résultats en 1997 : « Après l'ère Hodgson, il y a eu démobilisation et tâtonnement de la part des successeurs du mentor britannique, qui ont débouché sur une perte de crédibilité dans le milieu du foot et auprès du public ». Cela s'explique également par le départ à la retraite de plusieurs joueurs ayant participé à la Coupe du monde de 1994 et au Championnat d'Europe de 1996. En décembre 1998, la « Nati » atteint son plus mauvais rang au classement mondial de la FIFA avec une 83e place.
Gilbert Gress remplace Rolf Fringer en mars 1998. Les Suisses manquent de très peu leur qualification pour le Championnat d'Europe 2000. Ils ont le même nombre de points et une meilleure différence de buts que les Danois, deuxièmes du groupe, mais un moins bon bilan dans leurs confrontations directes. L'ASF engage l'Argentin Enzo Trossero pour la phase de qualification de la Coupe du monde 2002. La « Nati » termine quatrième de son groupe derrière la Russie, la Slovénie et la Yougoslavie et ne se qualifie pas pour la phase finale.

### Renouveau avec Köbi Kuhn (2001-2008)

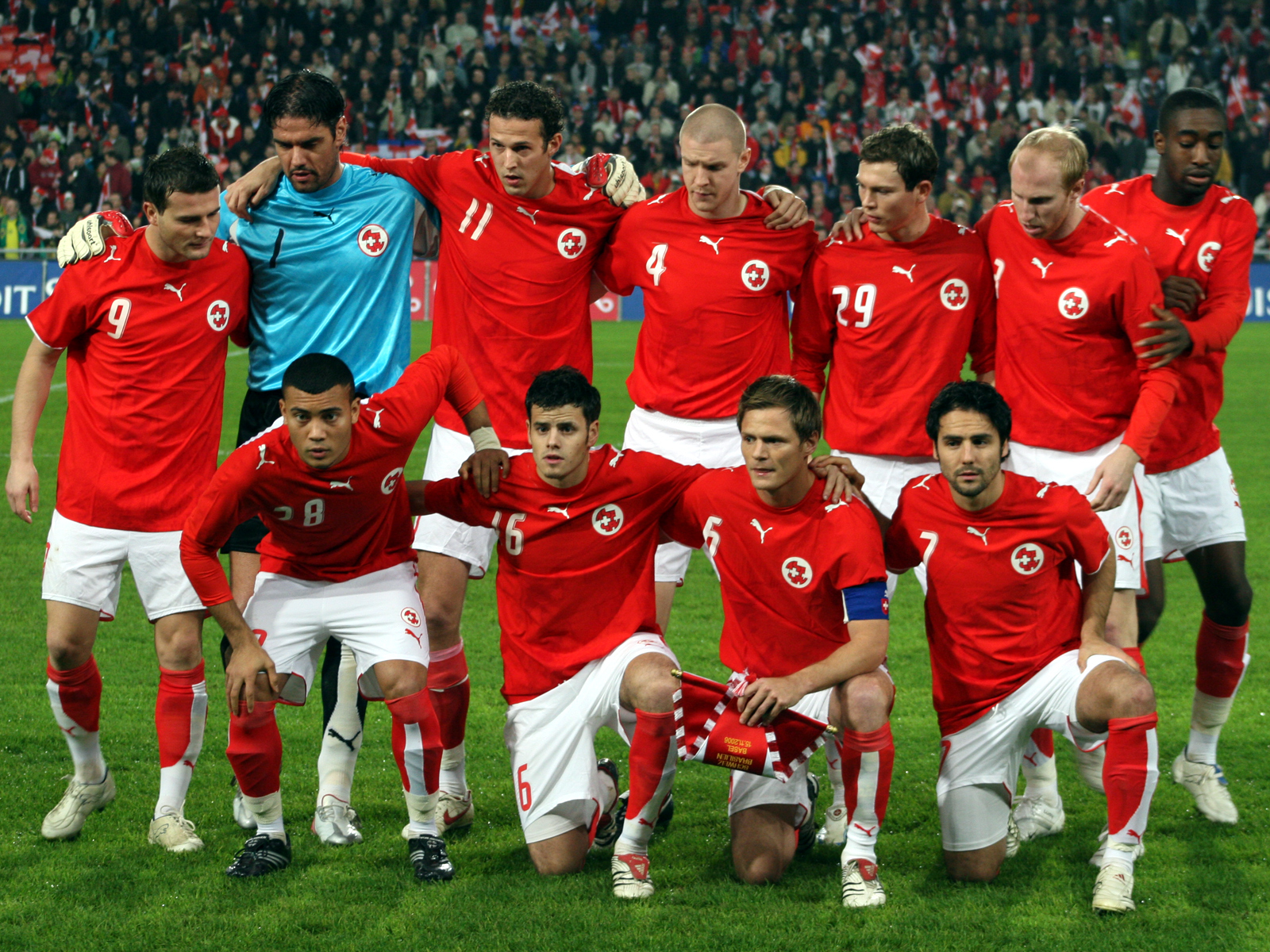
L'équipe suisse avant un match amical contre le Brésil le 15 novembre 2006

Jakob Kuhn, plus connu sous son surnom Köbi Kuhn, est engagé comme entraîneur en août 2001. Lui-même joueur de l'équipe nationale de 1962 à 1976, il entraînait auparavant l'équipe nationale des moins de 21 ans. Malgré des débuts difficiles, il obtient des bons résultats après une année. Köbi Kuhn réussit à intégrer les jeunes qu'il a lui-même entraînés et provoque un changement de génération. Les Suisses terminent les qualifications pour le Championnat d'Europe 2004 à la première place de leur groupe, laissant notamment la Russie et l'Irlande derrière eux. Ils ne passent cependant pas le premier tour au Portugal. Après un match nul contre la Croatie (0-0), ils perdent contre l'Angleterre (0-3) et la France (1-3). Johan Vonlanthen, seul buteur suisse, devient le plus jeune buteur de l'histoire du Championnat d'Europe à l'âge de 18 ans. Il bat un record établi quatre jours plus tôt par l'Anglais Wayne Rooney.
Deuxième de son groupe derrière la France, la Suisse doit jouer un barrage contre la Turquie, troisième de la Coupe du monde de 2002, pour accéder à la Coupe du monde 2006. Après une victoire (2-0) lors du match aller à Berne, les Suisses perdent sur le score de 2-4 à Istanbul. Ils sont qualifiés car ils ont marqué à l'extérieur. Après le coup de sifflet final, des joueurs turcs agressent certains de leurs adversaires. Plusieurs Turcs ainsi que le Suisse Benjamin Huggel, qui a également été coupable de comportement violent, reçoivent des matchs de suspension, et l'équipe turque doit jouer trois de ses matchs de qualification pour le Championnat d'Europe 2008 à huis clos. Lors du tour final de la Coupe du monde, l'équipe suisse termine première de son groupe après un match nul (0-0) contre la France, future vice-championne du monde, et deux victoires contre la Corée du Sud (2-0) et le Togo (2-0). Elle est éliminée par l'Ukraine après la séance de tirs au but perdue sur le score de 3-0. La Suisse, avec son gardien Pascal Zuberbühler, est la première équipe à ne pas encaisser de but dans le temps réglementaire lors d'une phase finale de Coupe du monde. Elle est également la première à ne pas marquer lors d'une séance de tirs au but.
La Suisse organise le Championnat d'Europe 2008 avec l'Autriche ; l'équipe nationale est donc automatiquement qualifiée. La « Nati » commence mal le tournoi contre la Tchéquie. Après la sortie sur blessure du capitaine helvétique Alexander Frei en première mi-temps, le Tchèque Václav Svěrkoš marque l'unique but de la rencontre à la 71e minute. Le match contre la Turquie est joué sous une forte pluie qui rend les conditions de jeu difficiles. Le joueur d'origine turque Hakan Yakın ouvre le score pour la Suisse à la 32e minute, mais les Turcs remportent le match grâce à deux buts marqués à la 57e et à la 92e minute. Alors qu'elle visait une qualification pour les quarts de finale, l'équipe suisse est déjà éliminée après deux matchs,. Elle remporte sa troisième rencontre contre le Portugal, déjà qualifié et faisant tourner son effectif, sur le score de 2-0. La première victoire de l'équipe suisse dans la phase finale d'un Euro est également le dernier match de Köbi Kuhn à la tête de l'équipe nationale.

### L'ère Ottmar Hitzfeld (2008-2014)

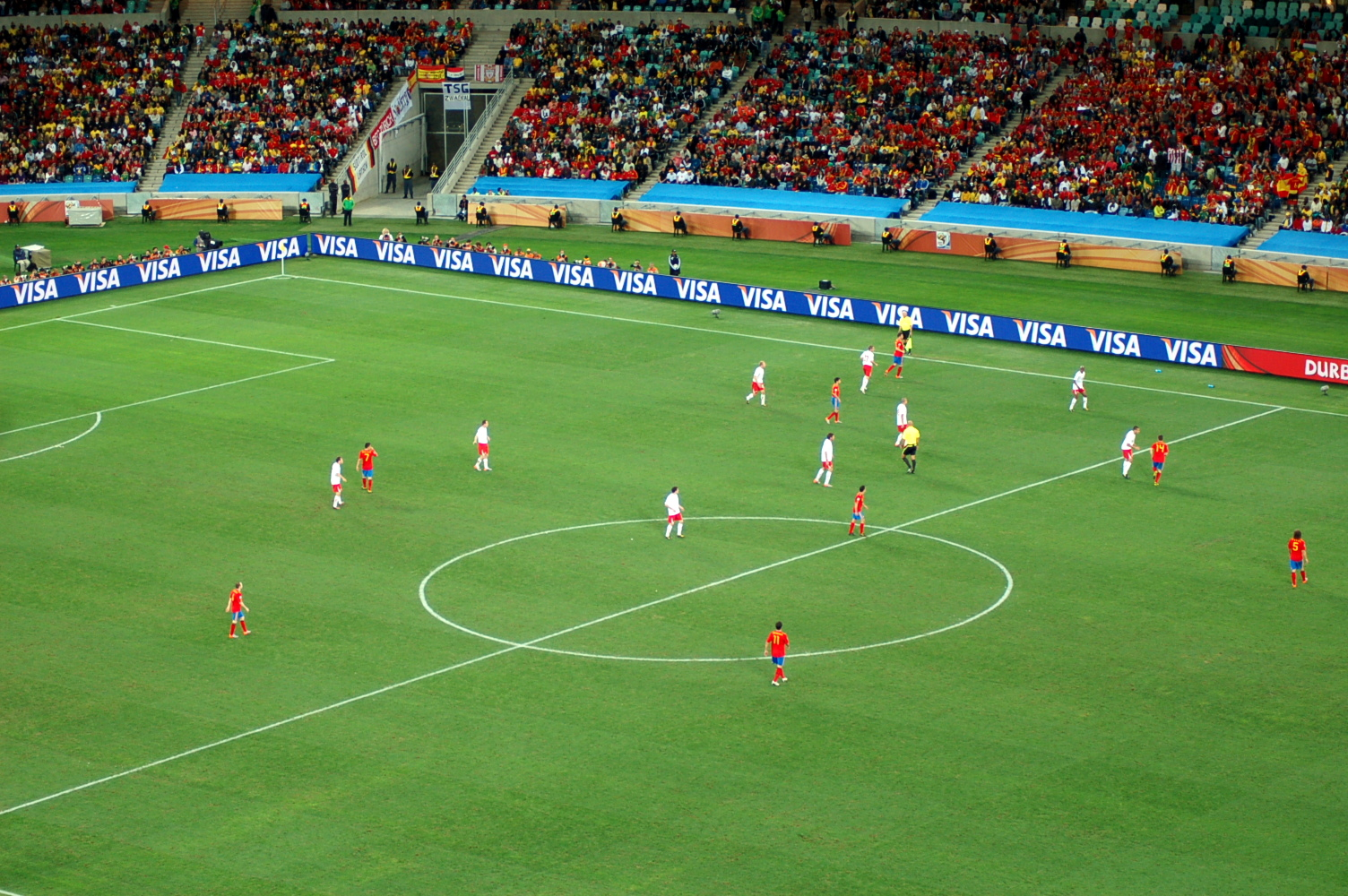
Le match contre l'Espagne à la Coupe du monde 2010.

L'entraîneur allemand Ottmar Hitzfeld, qui a remporté la Ligue des champions avec le Borussia Dortmund et le Bayern Munich, succède à Köbi Kuhn. Les qualifications pour la Coupe du monde 2010 commencent mal : après un match nul (2-2) contre Israël à Tel Aviv, les Suisses perdent à domicile sur le score de 1-2 contre la modeste équipe du Luxembourg. Les résultats s'améliorent par la suite. Après huit matchs consécutifs sans défaite, l'équipe suisse se qualifie directement pour la Coupe du monde en terminant première de son groupe avec un point d'avance sur la Grèce. Les Suisses créent la surprise lors du premier match de la phase finale. Ils battent l'Espagne, championne d'Europe en titre et future championne du monde, sur le score de 1-0. Pourtant largement dominée, la « Nati » réussit à ne pas encaisser de but et à marquer sur un contre par Gelson Fernandes à la 52e minute. C'est la première victoire helvétique de l'histoire contre la « Roja », qui s'incline seulement pour la deuxième fois en 49 rencontres depuis 2007. La Suisse ne confirme pas ce résultat. Troisième de son groupe, elle est éliminée du tournoi au terme du premier tour après une défaite contre le Chili (0-1) et un match nul contre le Honduras (0-0). Elle bat cependant le record de temps de jeu en phase finale de Coupe du monde sans encaisser de but, avec 559 minutes entre le match contre l'Espagne en 1994 et le match contre le Chili en 2010.
La Suisse ne se qualifie pas pour le Championnat d'Europe 2012. Elle est éliminée dès l'avant-dernier match, une défaite 0-2 contre le pays de Galles. Elle termine troisième de son groupe derrière l'Angleterre et le Monténégro. Le 26 mai 2012, lors d'un match amical à Bâle, la Suisse bat l'Allemagne pour la première fois depuis 56 ans. Le match se termine sur le score de 5-3 après notamment un triplé d'Eren Derdiyok. Lors d'un autre match amical en août 2013, l'équipe suisse bat le Brésil sur le score de 1-0.
Après huit matchs sans défaite, la Suisse obtient sa qualification pour la Coupe du monde 2014 au Brésil en battant l'Albanie le 14 octobre 2013. Elle bat ensuite la Slovénie quatre jours plus tard. Au classement final, la « Nati » est première de son groupe avec 24 points (sept victoires et trois matchs nuls) alors que l'Islande est deuxième avec 17 points. Grâce à ces résultats, la Suisse atteint la septième place du classement mondial de la FIFA en octobre 2013 et fait partie des têtes de série pour le tirage au sort de la Coupe du monde pour la première fois. Elle joue son premier match du tournoi contre l'Équateur. Menée 1-0 à la mi-temps, elle égalise à la 48e minute par Admir Mehmedi puis marque le but de la victoire (2-1) à la 93e minute par Haris Seferović. Elle perd ensuite contre la France. Après la sortie sur blessure de Steve von Bergen, touché au visage par un pied d'Olivier Giroud, elle encaisse cinq buts consécutifs avant de réduire l'écart en marquant deux buts en fin de match. Elle bat ensuite le Honduras sur le score de 3-0 grâce à trois buts de Xherdan Shaqiri dont deux sur un service de Josip Drmić. Qualifiée, elle affronte l'Argentine en huitième de finale. La Suisse est dominée mais bénéficie de quelques grosses occasions de buts. Elle est cependant éliminée après un but d'Ángel Di María à la 118e minute, le seul de la rencontre.

### La génération dorée de Petković (2014-2021)

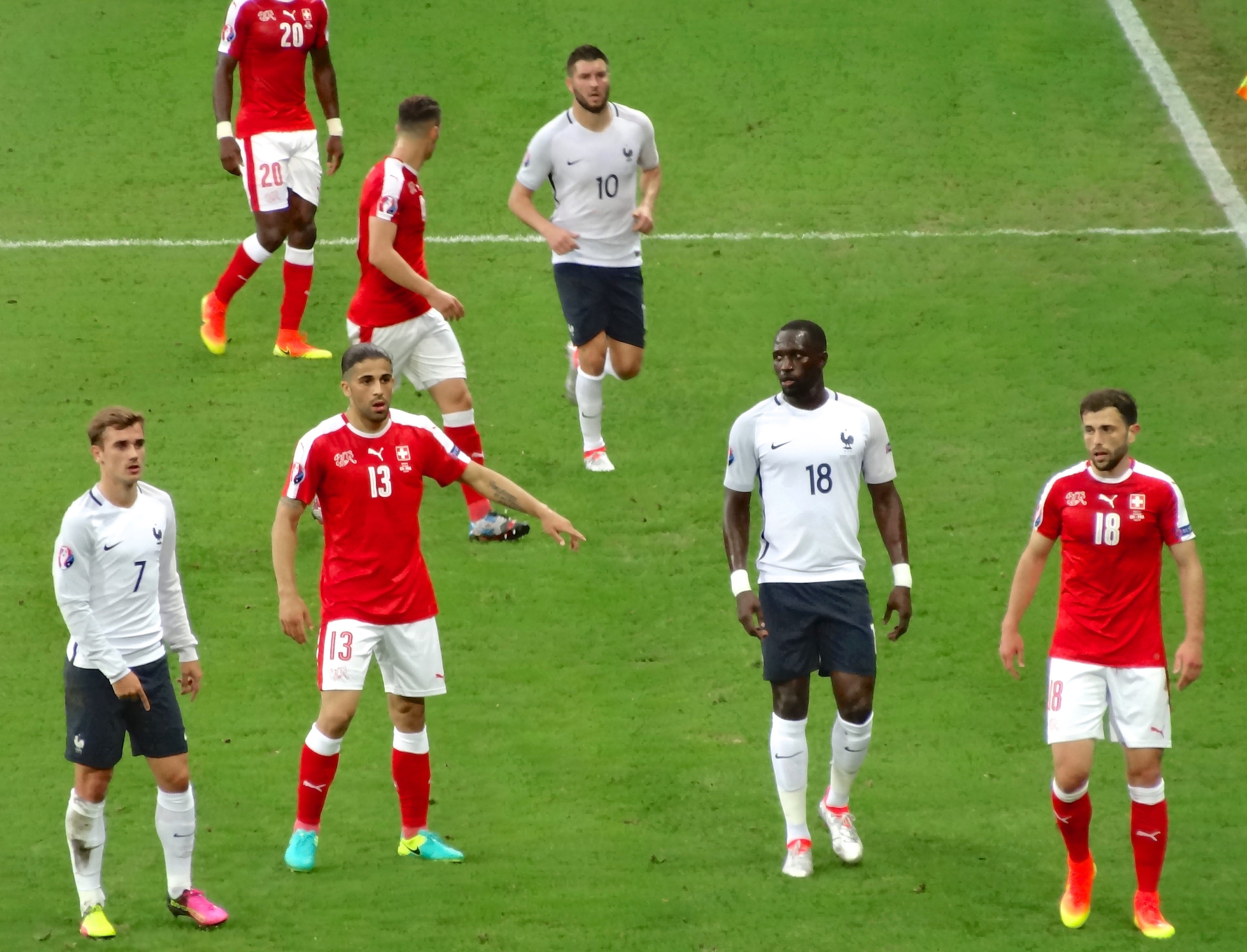
Le match contre la France à l'Euro 2016.

Vladimir Petković, qui a notamment entraîné les Young Boys et la Lazio, succède à Ottmar Hitzfeld comme sélectionneur de la « Nati » après la Coupe du monde de 2014. Michel Pont, entraîneur assistant depuis 2001, est également remplacé. L'équipe suisse commence sa campagne de qualification pour l'Euro 2016 par deux défaites contre l'Angleterre et la Slovénie. Elle se reprend par la suite et obtient sa qualification pour l'Euro 2016 à une journée de la fin des éliminatoires en écrasant Saint-Marin 7-0, ce qui lui assure la deuxième place du groupe E. Cet Euro, le premier à réunir 24 équipes, se déroule en France. La Suisse commence la phase finale contre l'Albanie, qui joue le premier match de son histoire dans un Euro. Ce match est particulier car huit joueurs de la sélection albanaise ont également la nationalité suisse et quatre joueurs suisses sont d'origine albanophones. Les frères Granit et Taulant Xhaka jouent ainsi l'un contre l'autre. Elle remporte la partie grâce à un but marqué de la tête par Fabian Schär à la 5e minute. Elle fait ensuite un match nul (1-1) contre la Roumanie, puis se qualifie pour la première fois pour la phase à élimination directe d'un Euro en obtenant un match nul (0-0) contre la France, pays hôte et futur finaliste du tournoi. Deuxième du groupe A, elle affronte en huitième de finale la Pologne qui termine deuxième du groupe C. Les Polonais dominent la première mi-temps et Jakub Błaszczykowski ouvre le score à la 39e minute avant que Xherdan Shaqiri n'égalise à la 82e en effectuant une bicyclette. Aucun but n'est marqué pendant les prolongations et la Pologne remporte la partie aux tirs au but, Granit Xhaka ayant manqué son tir.
Pendant les éliminatoires de la Coupe du monde 2018 en Russie, la « Nati » remporte neuf de ses dix matchs mais termine deuxième du groupe B derrière le Portugal qui a le même nombre de points mais une meilleure différence de buts. Elle doit donc jouer les barrages où elle affronte l'Irlande du Nord. La Suisse remporte le match aller sur le score de 1-0 grâce à un penalty marqué par Ricardo Rodríguez puis se qualifie pour la phase finale en obtenant un match nul (0-0) lors du match retour. Elle y affronte le Brésil, la Serbie et le Costa Rica dans le groupe E. Deux nuls contre le Brésil et le Costa Rica et une victoire obtenue sur le fil face à la Serbie lui permettent de prendre la deuxième place du groupe et de se qualifier. Mais comme en 2006 et en 2014, elle trébuche en huitièmes, encore une fois sur la plus petite des marges, une défaite 1-0 face à la Suède.
Pendant la Ligue des nations 2018-2019, la première édition de cette compétition, la Suisse affronte la Belgique et l'Islande dans le groupe 2 de la Ligue A. Elle se classe première du groupe et se qualifie pour la phase finale, notamment grâce à une victoire contre les Belges sur le score de 5-2 lors du dernier match. En juin 2019, l'équipe de Suisse se classe finalement quatrième du tournoi après deux défaites, contre le Portugal en demi-finale (3-1) et contre l'Angleterre lors de la petite finale (0-0 puis 5-6 aux tirs au but).
En novembre 2019, la Suisse obtient sa qualification pour l'Euro 2020 lors du dernier match des éliminatoires contre Gibraltar (1-6), terminant ainsi à la première place de son groupe devant le Danemark, aussi qualifié directement, et l'Irlande, qui doit passer par les barrages. Petković devient alors le premier sélectionneur de l'histoire à qualifier trois fois de suite la Nati pour un grand tournoi. Placée dans le groupe A de l'Euro 2020 en compagnie de l'Italie, la Turquie et le Pays de Galles, elle se qualifie pour les huitièmes de finale en faisant partie des meilleurs troisièmes en raison d'une différence de buts générale plus faible que les Britanniques malgré un nombre de points et une différence de buts particulière identique. La sélection suisse réalise à ce stade l'un des plus grands exploits de son histoire en éliminant la France, championne du monde en titre, aux tirs au but (3-3 après prolongations, 5-4 aux tirs au but). Et ce alors que la Nati, en difficulté après un penalty manqué de Ricardo Rodríguez peu avant l'heure de jeu, était menée 1-3 à 10 minutes du terme de la rencontre. C'est ainsi, d'une part, la première fois depuis la Coupe du monde 1938 que la Nati se qualifie lors d'un match à élimination directe, et, d'autre part, la première fois depuis 1954 qu'elle atteint à nouveau les quarts de finale d'un tournoi majeur, tandis qu'il s'agit d'une première dans le cadre d'un Championnat d'Europe. Elle perd toutefois son quart de finale contre l'Espagne, au terme d'une nouvelle séance de tirs au but (1-1 après prolongations, 1-3 aux tirs au but). Elle avait pourtant fait mieux que se défendre contre la Roja, en infériorité numérique durant l'ensemble de la prolongation à la suite d'un carton rouge récolté par Remo Freuler, à la 77e minute.

### Nouvelle ère avec Murat Yakın (2021-)
À la suite du départ de Vladimir Petković aux Girondins de Bordeaux, l'ASF nomme un nouveau sélectionneur en la personne de l'ancien défenseur international Murat Yakın. Arrivé en cours de campagne de qualification pour la Coupe du monde 2022, ce dernier qualifie la Suisse qui prend la première place de son groupe devant l'Italie, alors championne d'Europe en titre.
Lors de la Coupe du monde 2022, l'équipe de Suisse échoue en 8e de finale, battue 6-1 par le Portugal.
Lors des éliminatoires de l'Euro 2024, l'équipe de Suisse se retrouve en compagnie de la Roumanie, Israël, le Kosovo, la Biélorussie et Andorre. Elle termine son parcours avec une défaite, contre la Roumanie, lors de la dernière journée (2-0) et deux matchs nuls. Elle se qualifie pour l'Euro en terminant deuxième du groupe avec 17 points, à égalité avec la Roumanie, mais avec une différence de but particulière défavorable.
Pour son entrée dans l'Euro, la Suisse commence par battre la Hongrie lors de la première journée (3-1), puis fait match nul contre l'Écosse (1-1) et termine sa phase de poule par un match nul (1-1) contre l'Allemagne après avoir concédé le but de l'égalisation dans les dernières secondes du match. La Suisse termine deuxième et se qualifie pour les huitièmes de finales. Elle y affronte le champion d'Europe en titre, l'Italie, qu'elle élimine sur le score de 2-0 et se qualifie donc pour les quarts de finale pour la deuxième fois consécutive. Lors des quarts, elle affronte l'Angleterre, après une première mi-temps sans but, les Suisses ouvrent le score à la 75e minute à la suite d'une très bonne performance de Breel Embolo, mais se fait très vite rejoindre par le Anglais au bout de la 79e minute grâce à Bukayo Saka, qui envoie les deux équipes en prolongation malgré une énorme occasion suisse à la 120e minute, arrêtée de justesse par Jordan Pickford. Le match se départage aux tirs au but, qui se concluent sur la victoire des Three Lions. Malgré la déception d'être éliminée aux portes de la demi-finale, la Suisse réalise une compétition réussie et rentre au pays sous les honneurs.

## Tenues, emblèmes et symboles
Depuis le premier match de l'équipe de Suisse en 1905, les tenues de jeu ont peu changé. Pour les matchs à domicile, la tenue contient un maillot rouge, un short blanc et des chaussettes rouges et pour les matchs à l'extérieur, elle est composée d'un maillot blanc, un short blanc et des chaussettes blanches. L'équipe nationale joue parfois tout en rouge ou tout en blanc. La croix suisse, symbole du pays, est bien visible sur les maillots des joueurs jusqu'en 1992. Elle est ensuite remplacée par le logo de l'Association suisse de football, qui contient également une croix suisse. En 2006, la Suisse joue un match contre l'Autriche avec une tenue dorée. Les maillots de l'Euro 2008 ne contiennent plus la croix suisse, ce qui agace certains anciens joueurs et politiciens. Elle est à nouveau bien visible à partir de 2010.
Après avoir été habillée notamment par l'équipementier allemand Adidas, la firme suisse Blacky prend la relève en 1990, alors qu'Adidas avait fait pression sur le choix du sélectionneur Uli Stielike, qui était représentant pour la firme suisse orientale avant sa nomination. Le fabricant italien Lotto signe en 1992 une entente de 4 ans pour habiller le onze helvétique. L'équipe de Suisse est équipée par Puma depuis 1998.
L'emblème de l'Association suisse de football, qui apparaît sur les maillots en compagnie du drapeau national, est composé des acronymes en français (ASF) et en allemand (SFV pour Schweizerischer Fussballverband) qui forment une croix ainsi que d'un joueur balle au pied.
L'équipe suisse est surnommée la « Nati », abréviation de Nationalmannschaft qui signifie « équipe nationale » en allemand. Il s'agit du surnom officiel de l'équipe pour la FIFA mais il n'est pas utilisé par l'Association suisse de football.

## Composition

### Joueurs

#### Provenance des joueurs
Jusqu'aux années 1990, la plupart des internationaux jouent dans le Championnat de Suisse. Cependant, l'équipe nationale compte dès ses débuts des joueurs évoluant à l'étranger. Plusieurs internationaux suisses jouent en première division italienne dans les années 1900 et 1910, par exemple Friedrich Bollinger et Hans Kämpfer à la Juventus FC et au Torino FC. D'autres jouent en France, comme Walter Weiler au Havre AC ou Frank Séchehaye au Club français. Tous les joueurs suisses de la Coupe du monde de 1934 jouent dans le championnat local, mais deux joueurs de la Coupe du monde de 1938 viennent d'un club étranger, tous deux en France : André Abegglen (FC Sochaux) et Alessandro Frigerio (Le Havre AC). Tous les joueurs sélectionnés pour les Coupes du monde de 1950, 1954 et 1966 évoluent en Suisse, alors que trois des participants à la Coupe du monde de 1962 jouent dans d'autres championnats européens.
Quatre des joueurs sélectionnés pour la Coupe du monde de 1994 jouent en Allemagne. La Suisse améliore son système de formation dans les années 1990, ce qui permet d'augmenter le niveau des joueurs. Le nombre d'internationaux évoluant dans les championnats étrangers augmente aussi rapidement au début du XXIe siècle. Ils sont douze à l'Euro 2004 puis entre quinze et dix-huit par la suite. La « Nati » joue son premier match sans titulaire provenant du championnat local en 2006. En 2013, la Suisse occupe le cinquième rang des pays exportateurs de joueurs vers les cinq grands championnats européens avec quarante-et-un joueurs évoluant principalement en Allemagne et en Italie,.

#### Joueurs importants
| Rang | Sélections | Joueur               | Carrière  | Buts |
| ---- | ---------- | -------------------- | --------- | ---- |
| 1    | 137        | Granit Xhaka         | 2011–     | 14   |
| 2    | 129        | Ricardo Rodríguez    | 2011–     | 9    |
| 3    | 125        | Xherdan Shaqiri      | 2010–2024 | 32   |
| 4    | 118        | Heinz Hermann        | 1978–1991 | 15   |
| 5    | 112        | Alain Geiger         | 1980–1996 | 2    |
| 6    | 108        | Stephan Lichtsteiner | 2005–2020 | 8    |
| 7    | 103        | Stéphane Chapuisat   | 1989–2004 | 21   |
| 8    | 94         | Johann Vogel         | 1995–2007 | 2    |
| 8    | 94         | Yann Sommer          | 2012–2024 | 0    |
| 10   | 93         | Haris Seferović      | 2013–2023 | 25   |

| Rang | Buts | Joueur             | Carrière  | Sélections | Ratio |
| ---- | ---- | ------------------ | --------- | ---------- | ----- |
| 1    | 42   | Alexander Frei     | 2001–2011 | 84         | 0,50  |
| 2    | 34   | Kubilay Türkyılmaz | 1988–2001 | 62         | 0,53  |
| 3    | 34   | Max Abegglen       | 1922–1937 | 68         | 0,50  |
| 4    | 32   | Xherdan Shaqiri    | 2010–2024 | 125        | 0,25  |
| 5    | 29   | André Abegglen     | 1927–1943 | 52         | 0,56  |
| 6    | 29   | Jacques Fatton     | 1946–1955 | 53         | 0,53  |
| 7    | 26   | Adrian Knup        | 1989–1996 | 49         | 0,53  |
| 8    | 25   | Haris Seferović    | 2013–2023 | 93         | 0,27  |
| 9    | 22   | Josef Hügi         | 1951–1961 | 34         | 0,65  |
| 10   | 22   | Charles Antenen    | 1948–1962 | 56         | 0,39  |

Le Vaudois Pierre Collet (it), né en 1890, est le premier recordman de sélections de l'équipe suisse. Sélectionné dès l'âge de 19 ans en équipe nationale, il atteint 18 sélections en 1920. Il est notamment champion de Suisse en 1912-1913 avec le Montriond Lausanne (futur Lausanne-Sport). À 20 ans, Max Abegglen (1902-1970) marque trois buts lors d'une victoire sur le score de 5-0 contre les Pays-Bas. C'est ensuite l'un des meilleurs joueurs suisses lors du tournoi olympique de 1924, où son équipe remporte la médaille d'argent. Son record de 34 buts marqués sous le maillot national ne sera battu qu'en 2008 par Alexander Frei. Son frère André, auteur de 29 buts, est également l'un des meilleurs buteurs de l'équipe suisse.
Le Zurichois Severino Minelli (1909-1994) détient pendant de nombreuses années le record du nombre de sélections avec 80 matchs en équipe suisse entre 1930 et 1943. Meilleur défenseur suisse des années 1930, ce joueur réputé pour sa rudesse est sacré cinq fois champion de Suisse avec le Grasshopper Club Zurich. Le Tessinois Lauro Amadò (1912-1971) marque 21 buts en 54 matchs entre 1935 et 1948. Relativement petit mais très agile, cet avant-centre est connu comme le spécialiste de la bicyclette. Alfred Bickel (1918-1999) est sélectionné 71 fois en équipe nationale entre 1936 et 1954. Jouant au poste d'ailier, il participe notamment aux Coupes du monde de 1938 et 1950 et devient champion de Suisse à sept reprises en 21 ans avec le Grasshopper Club Zurich.

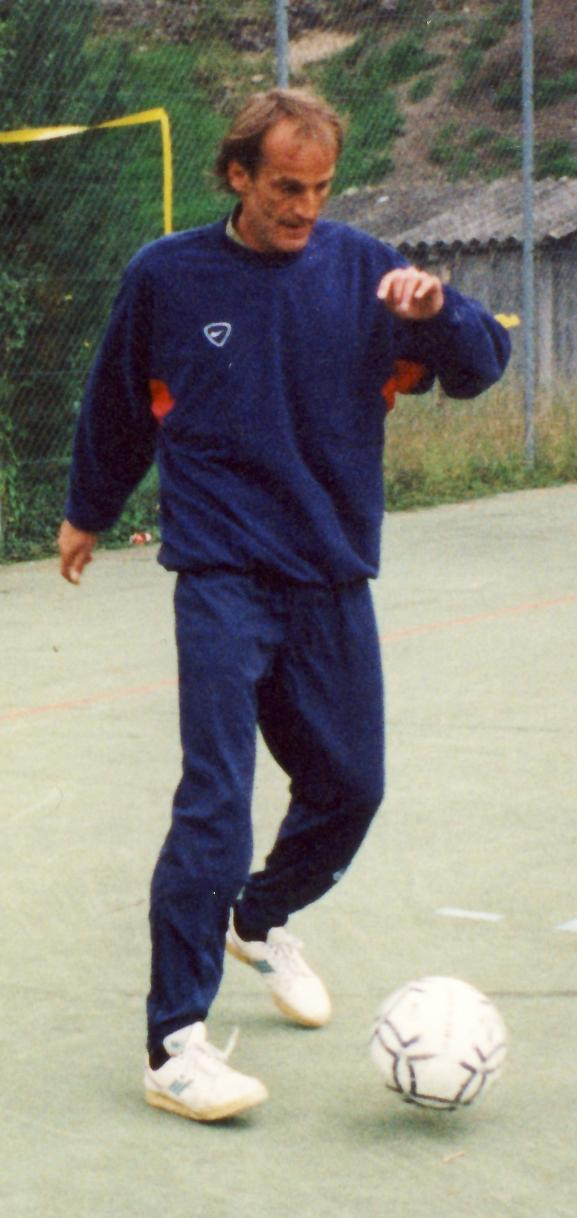
Heinz Hermann, l'un des joueurs les plus capés de l'équipe de Suisse avec 118 sélections.

Le Neuchâtelois Charles Antenen (1929-2000) compte 22 buts en 56 matchs entre 1948 et 1962. Il est le premier joueur suisse, avec Willy Kernen, à participer à trois Coupes du monde (1950, 1954 et 1962). Auteur d'un doublé dès sa première sélection, il marque notamment un triplé contre la France de Roger Marche lors d'un match amical en 1953. Jacques Fatton (1925-2011), ailier gauche franco-suisse, marque deux buts contre le Brésil lors de la Coupe du monde de 1950. Le match se termine sur le score de 2-2. Auteur de 29 buts en 53 sélections, il reste un des meilleurs buteurs de l'équipe suisse. Le Bâlois Josef Hügi (1930-1995) est également l'un des meilleurs buteurs avec 23 buts en 34 matchs. Trois fois meilleur buteur du Championnat suisse avec le FC Bâle, il réalise la meilleure performance de sa carrière en 1960 en marquant cinq buts lors d'une victoire contre la France sur le score de 6-2. Il est également l'auteur d'un triplé lors du quart de finale Suisse-Autriche à la Coupe du monde de 1954. Jakob Kuhn, futur entraîneur de l'équipe suisse, est réputé pour ses dribbles. Comptant 63 sélections en équipe nationale, il est six fois champion de Suisse et deux fois demi-finaliste de la Coupe des clubs champions européens avec le FC Zurich.
Le Zurichois Heinz Hermann, né en 1958, est le joueur le plus capé de la « Nati » avec 118 sélections entre 1978 et 1991. Réputé pour sa souplesse et ses accélérations, il est quatre fois champion de Suisse avec le Grasshopper Club Zurich,. Alain Geiger le suit de peu puisqu'il compte 112 matchs internationaux entre 1980 et 1996. Défenseur central sélectionné dès l'âge de 20 ans, il prend part à la Coupe du monde 1994 puis arrête sa carrière après l'Euro 1996. Le Vaudois Stéphane Chapuisat, né en 1969, est le troisième joueur à dépasser cent sélections : il joue 103 matchs internationaux entre 1989 et 2004, pour un total de 21 buts. Deux fois champion d'Allemagne avec le Borussia Dortmund, Chapuisat est à ce jour le seul Suisse à avoir remporté la Ligue des champions en jouant la finale. Participant à la Coupe du monde de 1994 et à l'Euro 1996, il arrête sa carrière internationale après l'Euro 2004. Kubilay Türkyılmaz, attaquant d'origine turque né en 1967, est le premier à égaler Max Abegglen au nombre de buts : il marque 34 fois en 62 sélections entre 1988 et 2001. Il dispute l'Euro 1996, où il marque contre l'Angleterre lors du match d'ouverture (1-1).
Alexander Frei, né en 1979, est actuellement le meilleur buteur de l'équipe suisse avec 42 buts en 84 sélections entre 2001 et 2011. Il participe à quatre grands tournois consécutifs : l'Euro 2004, la Coupe du monde 2006, l'Euro 2008 et la Coupe du monde 2010. Il est notamment quatre fois champion de Suisse avec le FC Bâle de 2010 à 2013. Plusieurs de ses coéquipiers en équipe de Suisse dépassent également 80 sélections : Johann Vogel (94), milieu défensif notamment trois fois champion de Suisse avec le Grasshopper Club Zurich et quatre fois champion des Pays-Bas avec le PSV Eindhoven, Hakan Yakın (87), premier Suisse à marquer plus d'une fois dans un Euro avec ses deux buts en 2008, et Patrick Müller (81), défenseur six fois champion de France avec l'Olympique lyonnais.
Xherdan Shaqiri est un milieu offensif d'origine kosovare né en 1991. Petit (1,69 m) mais puissant, il est considéré comme l'un des meilleurs joueurs suisses,, jusqu'à l'annonce de la fin de sa carrière internationale en 2024. En 2014, il marque le premier triplé suisse en Coupe du monde depuis 1954 lors du match contre le Honduras.

#### Une équipe multiculturelle
La Suisse compte un grand nombre d'immigrés, notamment venus des Balkans à la suite des guerres de Yougoslavie. Plusieurs de leurs enfants (appelés segundos), qui ont grandi en Suisse, jouent en équipe nationale. Le nombre de joueurs d'origine étrangère est ainsi passé de huit à la Coupe du monde de 2006 à quinze à celle de 2014. La « Nati » compte des joueurs d'origines kosovare (par exemple Xhaka et Shaqiri), bosnienne (Seferović), espagnole (Rodriguez également chilien),,,,,. Selon une infographie de James Offer analysant les liens des joueurs avec les autres pays (naissance, parents ou grands-parents), l'équipe de Suisse est la plus multiculturelle de la Coupe du monde de 2014. Pour le sociologue Fabien Ohl, le grand nombre de segundos en équipe nationale est lié aux spécificités de la Suisse. Il explique ainsi que « Dans beaucoup d'autres pays, le football est le sport phare par excellence. En Suisse, il est en concurrence avec le hockey sur glace, le ski alpin et le tennis. Ces sports coûtent plus cher et ont un ancrage identitaire fort auprès des Suisses. Ils ne sont donc pas faciles d'accès pour les immigrés, qui se reportent plus facilement vers le football ».

#### Équipe actuelle
Voici la liste des joueurs sélectionnés pour les matchs amicaux des 7 et 11 juin 2025 contre le Mexique et les États-Unis.

#### Appelés récemment
Les joueurs suivants ne font pas partie du dernier groupe appelé mais ont été retenus en équipe nationale lors des 12 derniers mois.

### Sélectionneurs
| Entraîneur        | Période                                   | M  |
| ----------------- | ----------------------------------------- | -- |
| Karl Rappan       | 1937-1938, 1942-1949 1953-1954, 1960-1963 | 77 |
| René Hüssy        | 1970, 1973-1976                           | 26 |
| Paul Wolfisberg   | 1981-1985, 1989                           | 52 |
| Daniel Jeandupeux | 1986-1989                                 | 28 |
| Ulrich Stielike   | 1989-1991                                 | 25 |
| Roy Hodgson       | 1992-1995                                 | 41 |
| Jakob Kuhn        | 2001-2008                                 | 73 |
| Ottmar Hitzfeld   | 2008-2014                                 | 61 |
| Vladimir Petković | 2014-2021                                 | 78 |
| Murat Yakın       | 2021-                                     | 49 |

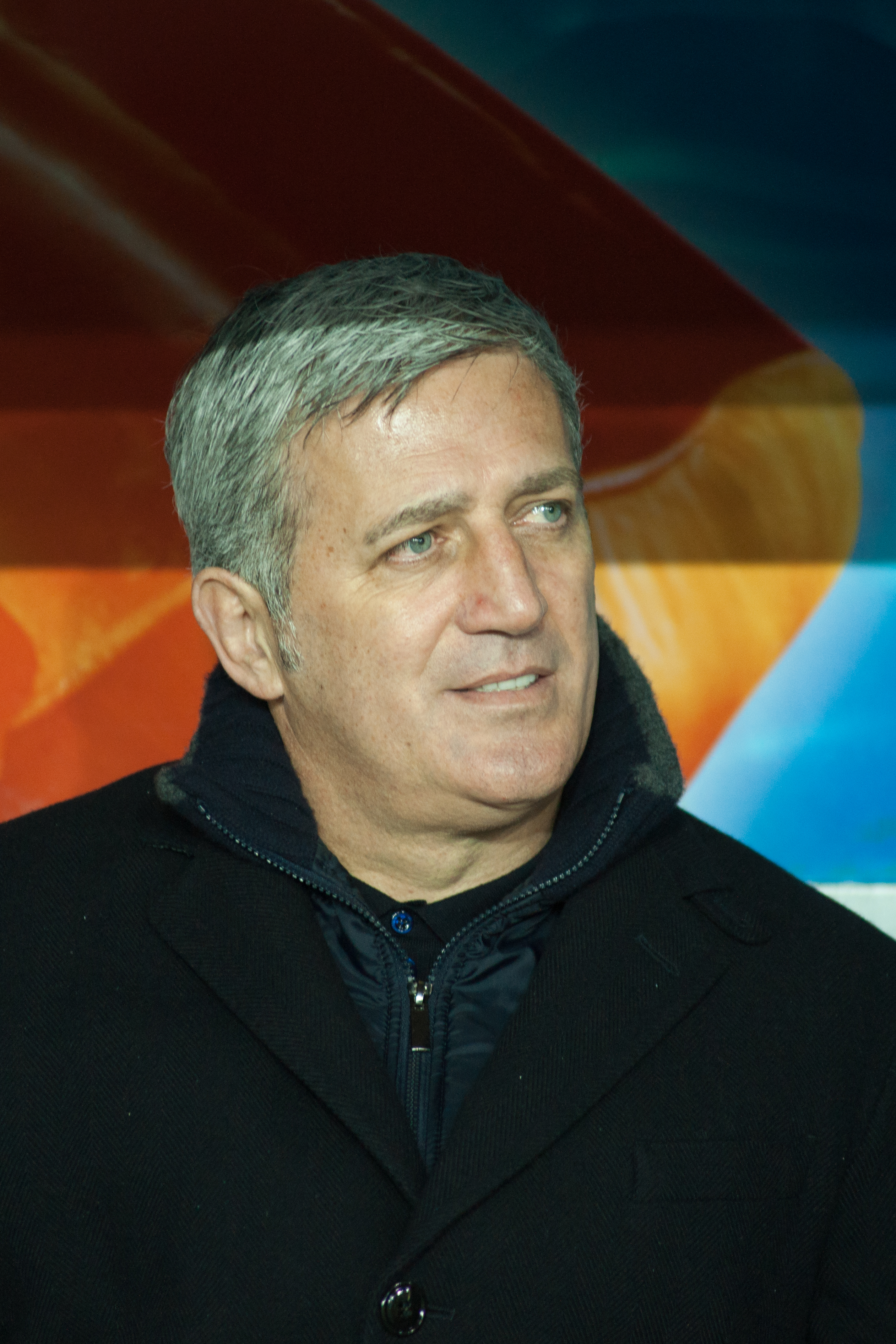
Vladimir Petković, entraîneur de la Suisse de 2014 à 2021.

Une quarantaine de techniciens ont exercé la fonction de sélectionneur de l'équipe nationale depuis 1905. L'Autrichien Karl Rappan, entraîneur lors de 77 matchs entre 1937 et 1963, détient le record de longévité.
Le Genevois François Dégerine est le sélectionneur de l'équipe suisse lors des premiers matchs, entre 1908 et 1909. Également journaliste et dirigeant, c'est lui qui a eu l'idée d'un championnat national en 1897. La commission des arbitres puis la commission technique de l'ASF gèrent ensuite l'équipe jusqu'en 1937. Des entraîneurs sont engagés pour les tournois importants : les Britanniques Thomas Duckworth et James Hogan ainsi que le Hongrois Izidor Kürschner pour les Jeux olympiques d'été de 1924 et le Suisse Heinrich Müller pour la Coupe du monde 1934.
L'Autrichien Karl Rappan, engagé en 1937, marque l'histoire du football suisse. Il accompagne l'équipe suisse lors de 77 rencontres jusqu'en 1963 lors de quatre périodes différentes (1937-1938, 1942-1949, 1953-1954, 1960-1963). Controversé à cause de son appartenance au parti nazi, il met en place un système défensif connu sous le nom de « verrou suisse ». Ce système, mélange entre la défense de zone et la défense individuelle, permet aux Suisses de rivaliser avec des équipes plus cotées. Rappan développe ensuite le catenaccio en ajoutant le poste de libéro. Il qualifie la Suisse pour plusieurs Coupes du monde pendant ses mandats.
L'Italien Alfredo Foni emmène l'équipe suisse à la Coupe du monde 1966. Ensuite, entre 1967 et 1991, neuf entraîneurs se succèdent sans obtenir une qualification pour la Coupe du monde ou le Championnat d'Europe. Paul Wolfisberg et ses « loups », comme sont surnommés, ont toutefois quelques résultats encourageants entre 1981 et 1985 et l'Allemand Ulrich Stielike, sélectionneur de l'équipe suisse de 1989 à 1991, obtient dès ses débuts une victoire contre le Brésil.
L'Anglais Roy Hodgson, engagé en 1992, réussit à qualifier la « Nati » pour son premier grand tournoi depuis 28 ans. Son équipe atteint les huitièmes de finale de la Coupe du monde 1994. Il la qualifie également pour l'Euro 1996. Il signe cependant un contrat avec l'Inter Milan en 1995 et c'est le Portugais Artur Jorge qui accompagne l'équipe lors de la phase finale. Le Franco-Suisse Gilbert Gress manque, lui, de peu la qualification pour l'Euro 2000 et l'Argentin Enzo Trossero ne parvient pas à qualifier l'équipe pour la Coupe du monde 2002.
En 2001, l'ASF engage Jakob Kuhn, entraîneur de l'équipe suisse espoirs depuis 1995. Avec 73 matchs à la tête de la « Nati » jusqu'en 2008, il a le mandat le plus long depuis Karl Rappan. Kuhn atteint la phase finale de l'Euro 2004 et de la Coupe du monde 2006 puis quitte son poste après l'Euro 2008 joué à domicile. Il est remplacé par Ottmar Hitzfeld, qui a remporté deux fois la Ligue des champions en tant qu'entraîneur (avec le Borussia Dortmund et le Bayern Munich). Hitzfeld mène la « Nati » à la Coupe du monde 2010 puis manque la qualification pour l'Euro 2012. Il qualifie l'équipe pour la Coupe du monde en 2014.
Vladimir Petković, notamment entraîneur de la Lazio de 2012 à 2014, remplace Hitzfeld après cette Coupe du monde. En décembre 2013, il signe un contrat valable jusqu'à fin 2015. Après ses bons résultats et la qualification pour l'Euro 2016, l'Association suisse de football décide de prolonger son contrat jusqu'en 2017. Grâce à son bon parcours dans les éliminatoires de la Coupe du monde 2018, il est à nouveau reconduit, pour deux ans, puis à nouveau de deux saisons, le 25 février 2020, soit jusqu'au terme des éliminatoires de la Coupe du monde 2022. Dans les faits, le contrat porte jusqu'au 31 décembre 2022, mais est cassé si l'équipe ne se qualifie pas pour la compétition, soit dans la phase de groupe ou, ensuite, en barrages. Or, le 27 juillet 2021, l'ASF confirme la rumeur du départ de Petković pour la Ligue 1 française et les Girondins de Bordeaux.

### Équipe technique actuelle
Le tableau suivant présente l'équipe technique actuelle de l'équipe nationale,.
| Nom                  | Rôle                             |
| -------------------- | -------------------------------- |
| Murat Yakın          | Entraîneur                       |
| Davide Callà         | Entraîneur assistant             |
| Patrick Foletti (en) | Entraîneur des gardiens          |
| Eduardo Parra Garcia | Entraîneur de condition physique |

## Infrastructures
| \| Berne Zurich Bâle Lausanne Genève Saint-Gall Lucerne \| Localisation des villes ayant accueilli au moins dix matchs de l'équipe nationale. |
| Berne Zurich Bâle Lausanne Genève Saint-Gall Lucerne                                                                                          |

La sélection suisse dispute sa première rencontre officielle à domicile le 8 mars 1908 aux Charmilles, à Genève, face à la France. Elle évolue ensuite principalement au Stade du Wankdorf, à Berne, au Stade du Hardturm, à Zurich et au Stade Saint-Jacques, à Bâle, dès 1926, ainsi qu'au stade de la Pontaise, à Lausanne, dès 1923. Ces cinq stades, situés dans les cinq plus grandes villes du pays, sont les plus utilisés pendant tout le XXe siècle. Ce sont les sites de la Coupe du monde 1954 avec le Stadio comunale Cornaredo de Lugano.
Plusieurs nouveaux stades sont construits dans les années 2000. Le Parc Saint-Jacques, situé à Bâle et plus grand stade du pays avec une capacité de plus de 38 000 places, est le principal stade de la « Nati » depuis sa construction en 2001. L'équipe nationale joue régulièrement au Stade de Genève, construit en 2003, et au Stade du Wankdorf construit à Berne en 2005. Ces trois stades ainsi que le Stade du Letzigrund à Zurich accueillent le Championnat d'Europe 2008. La « Nati » utilise aussi le Kybunpark de Saint-Gall depuis 2008 et la Swissporarena de Lucerne depuis 2012.
Pendant son histoire, l'équipe suisse a disputé au moins un match dans sept autres villes : Aarau, Bellinzone, Lugano, La Chaux-de-Fonds, Neuchâtel, Sion et Thoune.
L'équipe suisse effectue la plupart de ses camps d'entraînement à Feusisberg, dans le canton de Schwytz.

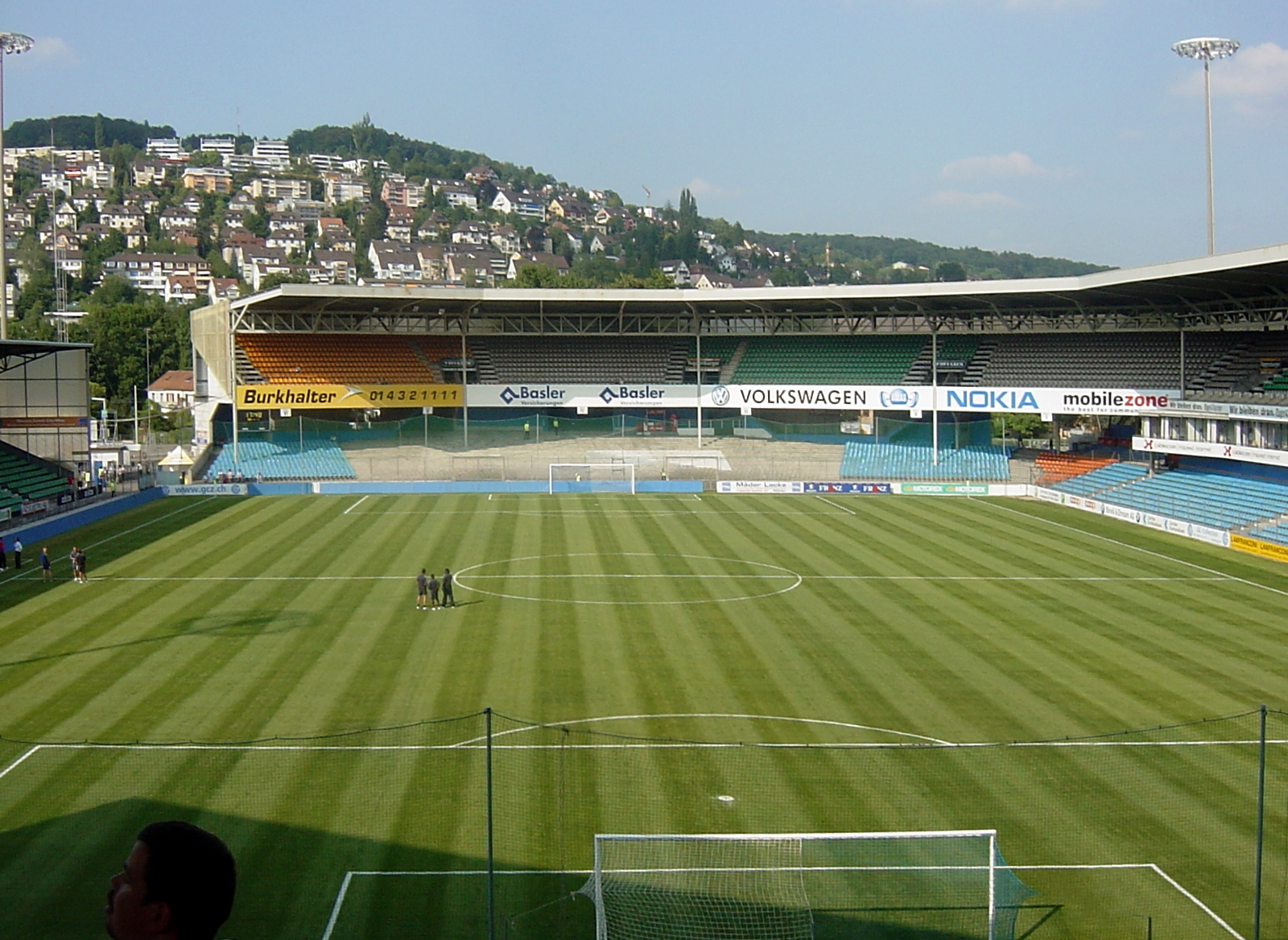
L'ancien stade du Hardturm, à Zurich.
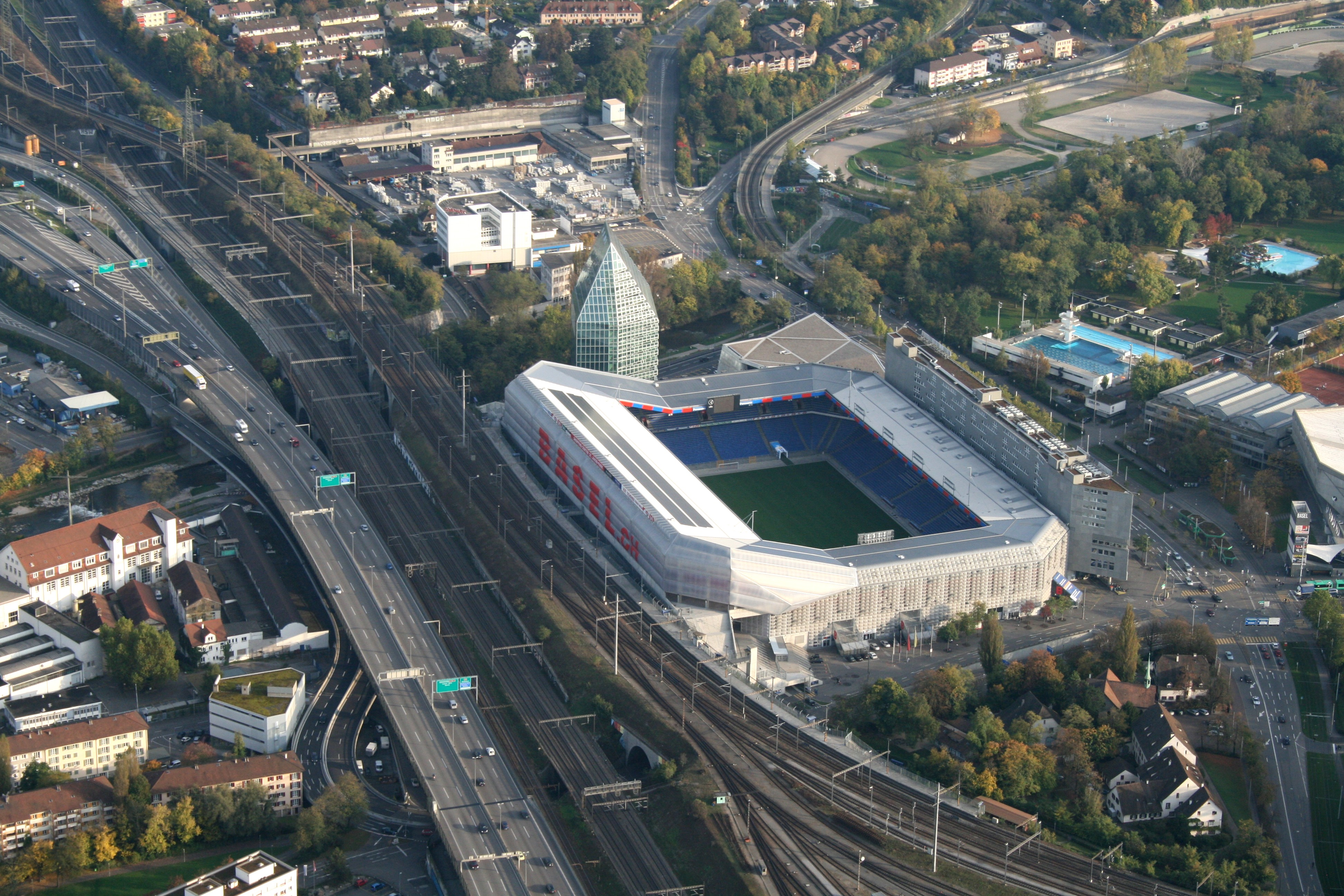
Le Parc Saint-Jacques, à Bâle.
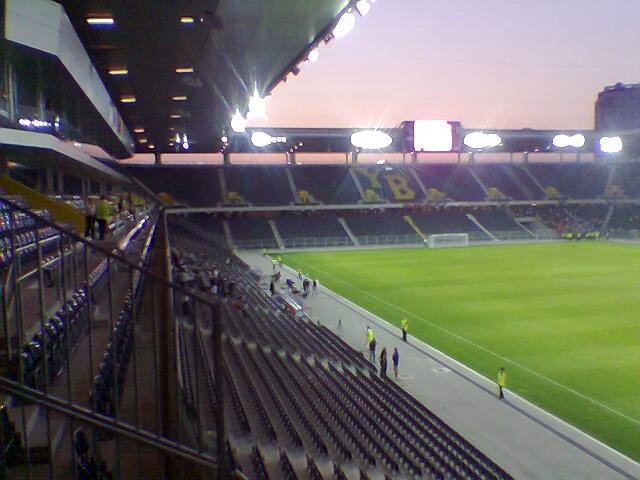
Le Stade du Wankdorf, à Berne.
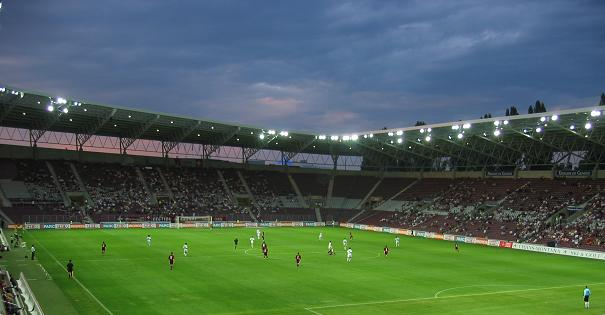
Le Stade de Genève.
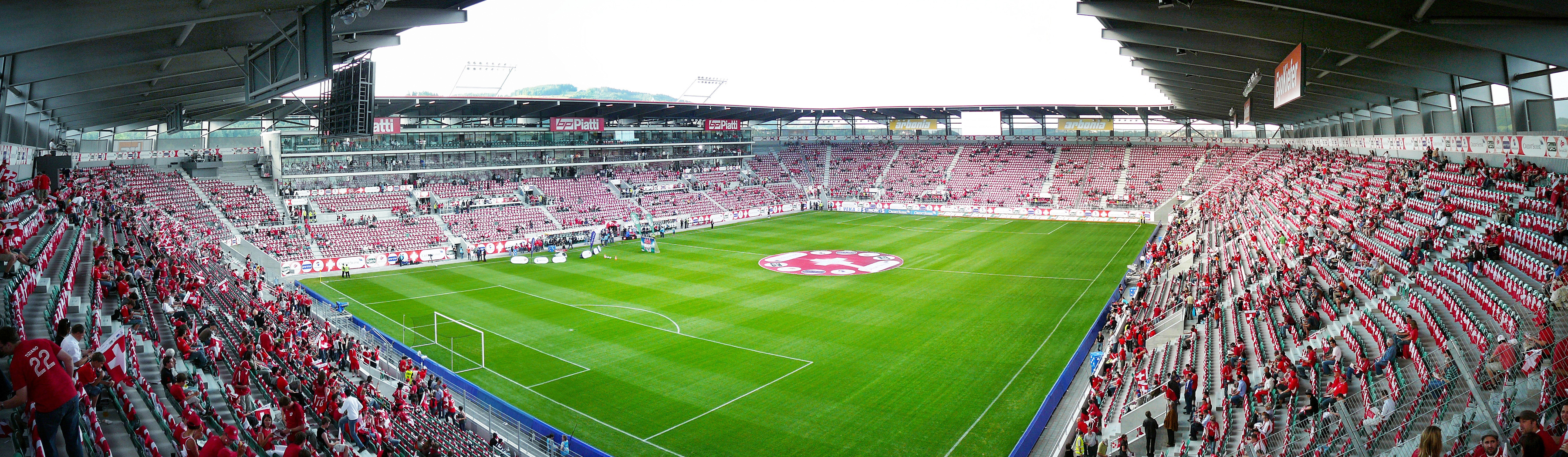
Le Kybunpark, à Saint-Gall.

## Résultats

### Parcours en Coupe du monde

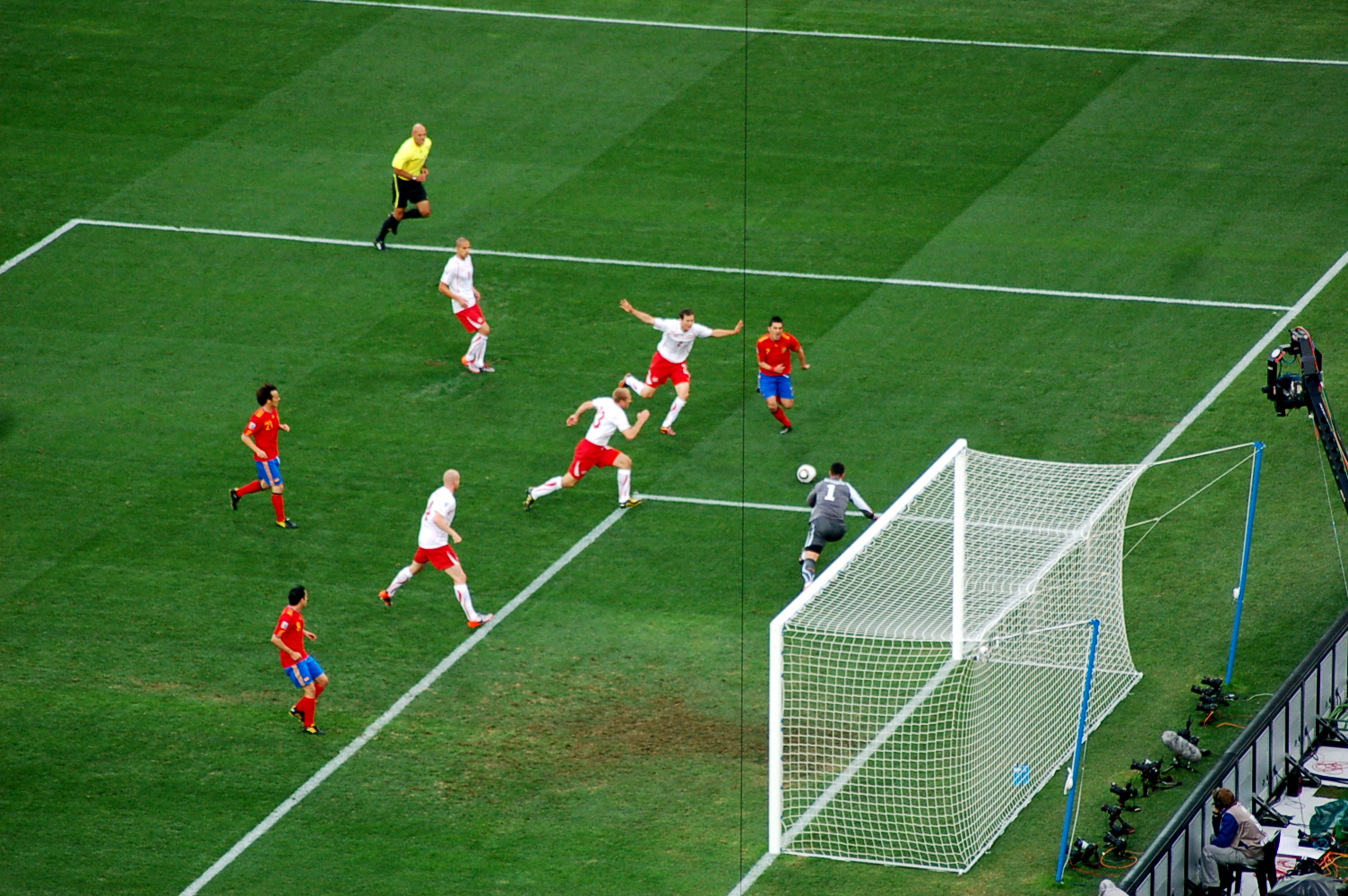
Rencontre Espagne-Suisse pendant la Coupe du monde 2010.

L'équipe de Suisse ne participe pas à la première Coupe du monde en Uruguay en 1930 pour des raisons de coûts. Elle dispute son premier match de qualification le 24 septembre 1933 contre la Yougoslavie et prend part à sa première phase finale en 1934. La « Nati » participe à dix autres Coupes du monde jusqu'en 2018, dont une à domicile en 1954. Elle atteint les quarts de finale en 1934, 1938 et 1954.
| Lieu et année                  | Qualifications         | Qualifications         | Qualifications         | Qualifications         | Qualifications         | Qualifications         | Qualifications         | Phase finale           | Phase finale           | Phase finale           | Phase finale           | Phase finale           | Phase finale           | Phase finale           |
| Lieu et année                  | Class.                 | J                      | G                      | N                      | P                      | bp                     | bc                     | Résultat               | J                      | G                      | N                      | P                      | bp                     | bc                     |
| ------------------------------ | ---------------------- | ---------------------- | ---------------------- | ---------------------- | ---------------------- | ---------------------- | ---------------------- | ---------------------- | ---------------------- | ---------------------- | ---------------------- | ---------------------- | ---------------------- | ---------------------- |
| Uruguay 1930                   | Non inscrite           | Non inscrite           | Non inscrite           | Non inscrite           | Non inscrite           | Non inscrite           | Non inscrite           | Non inscrite           | Non inscrite           | Non inscrite           | Non inscrite           | Non inscrite           | Non inscrite           | Non inscrite           |
| Italie 1934                    | 1re/3                  | 2                      | 1                      | 1                      | 0                      | 4                      | 2                      | Quart de finale        | 2                      | 1                      | 0                      | 1                      | 5                      | 5                      |
| France 1938                    | 1re/2                  | 1                      | 1                      | 0                      | 0                      | 2                      | 1                      | Quart de finale        | 3                      | 1                      | 1                      | 1                      | 5                      | 5                      |
| Brésil 1950                    | 1re/2                  | 2                      | 2                      | 0                      | 0                      | 8                      | 4                      | 1er tour               | 3                      | 1                      | 1                      | 1                      | 4                      | 6                      |
| Suisse 1954                    | Qualifiée d'office     | Qualifiée d'office     | Qualifiée d'office     | Qualifiée d'office     | Qualifiée d'office     | Qualifiée d'office     | Qualifiée d'office     | Quart de finale        | 4                      | 2                      | 0                      | 2                      | 11                     | 11                     |
| Suède 1958                     | 3e/3                   | 4                      | 0                      | 1                      | 3                      | 6                      | 11                     | Non qualifiée          | Non qualifiée          | Non qualifiée          | Non qualifiée          | Non qualifiée          | Non qualifiée          | Non qualifiée          |
| Chili 1962                     | 1re/3                  | 5                      | 4                      | 0                      | 1                      | 11                     | 10                     | 1er tour               | 3                      | 0                      | 0                      | 3                      | 2                      | 8                      |
| Angleterre 1966                | 1re/4                  | 6                      | 4                      | 1                      | 1                      | 7                      | 3                      | 1er tour               | 3                      | 0                      | 0                      | 3                      | 1                      | 9                      |
| Mexique 1970                   | 3e/4                   | 6                      | 2                      | 1                      | 3                      | 5                      | 8                      | Non qualifiée          | Non qualifiée          | Non qualifiée          | Non qualifiée          | Non qualifiée          | Non qualifiée          | Non qualifiée          |
| Allemagne de l'Ouest 1974      | 3e/4                   | 6                      | 2                      | 2                      | 2                      | 2                      | 4                      | Non qualifiée          | Non qualifiée          | Non qualifiée          | Non qualifiée          | Non qualifiée          | Non qualifiée          | Non qualifiée          |
| Argentine 1978                 | 3e/3                   | 4                      | 1                      | 0                      | 3                      | 3                      | 5                      | Non qualifiée          | Non qualifiée          | Non qualifiée          | Non qualifiée          | Non qualifiée          | Non qualifiée          | Non qualifiée          |
| Espagne 1982                   | 4e/5                   | 8                      | 2                      | 3                      | 3                      | 9                      | 12                     | Non qualifiée          | Non qualifiée          | Non qualifiée          | Non qualifiée          | Non qualifiée          | Non qualifiée          | Non qualifiée          |
| Mexique 1986                   | 3e/5                   | 8                      | 2                      | 4                      | 2                      | 5                      | 10                     | Non qualifiée          | Non qualifiée          | Non qualifiée          | Non qualifiée          | Non qualifiée          | Non qualifiée          | Non qualifiée          |
| Italie 1990                    | 4e/5                   | 8                      | 2                      | 1                      | 5                      | 10                     | 14                     | Non qualifiée          | Non qualifiée          | Non qualifiée          | Non qualifiée          | Non qualifiée          | Non qualifiée          | Non qualifiée          |
| États-Unis 1994                | 2e/6                   | 10                     | 6                      | 3                      | 1                      | 23                     | 6                      | Huitième de finale     | 4                      | 1                      | 1                      | 2                      | 5                      | 7                      |
| France 1998                    | 4e/5                   | 8                      | 3                      | 1                      | 4                      | 11                     | 12                     | Non qualifiée          | Non qualifiée          | Non qualifiée          | Non qualifiée          | Non qualifiée          | Non qualifiée          | Non qualifiée          |
| Corée du Sud/Japon 2002        | 4e/6                   | 10                     | 4                      | 2                      | 4                      | 18                     | 12                     | Non qualifiée          | Non qualifiée          | Non qualifiée          | Non qualifiée          | Non qualifiée          | Non qualifiée          | Non qualifiée          |
| Allemagne 2006                 | 2e/6 + barrages        | 12                     | 5                      | 6                      | 1                      | 22                     | 11                     | Huitième de finale     | 4                      | 2                      | 2                      | 0                      | 4                      | 0                      |
| Afrique du Sud 2010            | 1re/6                  | 10                     | 6                      | 3                      | 1                      | 18                     | 8                      | 1er tour               | 3                      | 1                      | 1                      | 1                      | 1                      | 1                      |
| Brésil 2014                    | 1re/6                  | 10                     | 7                      | 3                      | 0                      | 17                     | 6                      | Huitième de finale     | 4                      | 2                      | 0                      | 2                      | 7                      | 7                      |
| Russie 2018                    | 2e/6 + barrages        | 12                     | 10                     | 1                      | 1                      | 24                     | 7                      | Huitième de finale     | 4                      | 1                      | 2                      | 1                      | 5                      | 5                      |
| Qatar 2022                     | 1re/5                  | 8                      | 5                      | 3                      | 0                      | 15                     | 2                      | Huitième de finale     | 4                      | 2                      | 0                      | 2                      | 5                      | 9                      |
| Canada/États-Unis/Mexique 2026 | Qualifications à venir | Qualifications à venir | Qualifications à venir | Qualifications à venir | Qualifications à venir | Qualifications à venir | Qualifications à venir | Qualifications à venir | Qualifications à venir | Qualifications à venir | Qualifications à venir | Qualifications à venir | Qualifications à venir | Qualifications à venir |
| Total                          | —                      | 140                    | 69                     | 36                     | 35                     | 220                    | 148                    | 12/22                  | 41                     | 14                     | 8                      | 19                     | 55                     | 73                     |

#### Les buteurs suisses en Coupe du monde
| Rang | Joueur              | Compétition(s)   | Buts |
| ---- | ------------------- | ---------------- | ---- |
| 1    | Josef Hügi          | 1954             | 6    |
| 2    | Xherdan Shaqiri     | 2014, 2018, 2022 | 5    |
| 3    | André Abegglen      | 1934, 1938       | 4    |
| 3    | Robert Ballaman     | 1954             | 4    |
| 5    | Léopold Kielholz    | 1934             | 3    |
| 5    | Jacques Fatton      | 1950, 1954       | 3    |
| 7    | Adrian Knup         | 1994             | 2    |
| 7    | Alexander Frei      | 2006, 2010       | 2    |
| 7    | Blerim Džemaili     | 2014, 2018       | 2    |
| 7    | Granit Xhaka        | 2014, 2018       | 2    |
| 7    | Breel Embolo        | 2022             | 2    |
| 12   | Willy Jäggi         | 1934             | 1    |
| 12   | Alfred Bickel       | 1938             | 1    |
| 12   | Eugène Walaschek    | 1938             | 1    |
| 12   | Charles Antenen     | 1950             | 1    |
| 12   | René Bader          | 1950             | 1    |
| 12   | Heinz Schneiter     | 1962             | 1    |
| 12   | Rolf Wüthrich       | 1962             | 1    |
| 12   | René-Pierre Quentin | 1966             | 1    |
| 12   | Georges Bregy       | 1994             | 1    |
| 12   | Stéphane Chapuisat  | 1994             | 1    |
| 12   | Alain Sutter        | 1994             | 1    |
| 12   | Tranquillo Barnetta | 2006             | 1    |
| 12   | Philippe Senderos   | 2006             | 1    |
| 12   | Gelson Fernandes    | 2010             | 1    |
| 12   | Admir Mehmedi       | 2014             | 1    |
| 12   | Haris Seferović     | 2014             | 1    |
| 12   | Josip Drmić         | 2018             | 1    |
| 12   | Steven Zuber        | 2018             | 1    |
| 12   | Manuel Akanji       | 2022             | 1    |
| 12   | Remo Freuler        | 2022             | 1    |

### Parcours en Championnat d'Europe

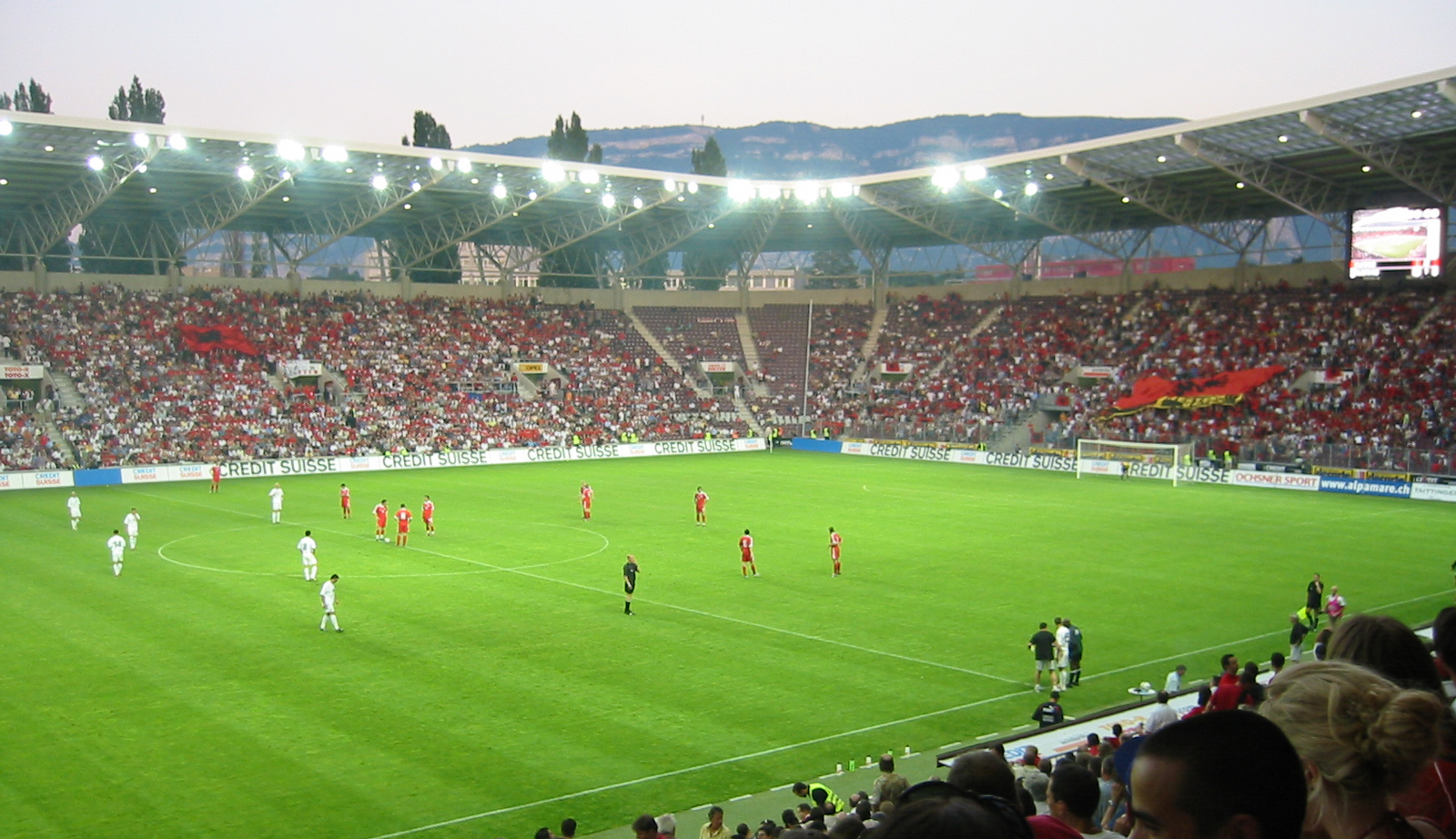
Rencontre au Stade de Genève entre la Suisse (rouge) et l'Albanie (blanc) pour la qualification à l'Euro 2004.

L'équipe de Suisse joue son premier match de qualification pour le Championnat d'Europe le 11 novembre 1962 contre les Pays-Bas. Elle se qualifie pour la phase finale lors de l'Euro 1996, puis à nouveau en 2004. La « Nati » prend part à son troisième Championnat d'Europe en 2008, cette fois en tant que nation co-organisatrice avec l'Autriche. Elle échoue à chaque fois au premier tour. En France, en 2016, elle atteint le second tour du tournoi pour la première fois, et sort invaincue en huitièmes de finale (comme dix ans plus tôt lors du mondial), éliminée par la Pologne aux tirs au but. En 2020, après une victoire historique face aux Français, champions du monde en titre, elle atteint les quarts de finale où elle échoue une nouvelle fois aux tirs au but, face à l'Espagne.
| Lieu et année             | Phase préliminaire / Qualifications | Phase préliminaire / Qualifications | Phase préliminaire / Qualifications | Phase préliminaire / Qualifications | Phase préliminaire / Qualifications | Phase préliminaire / Qualifications | Phase préliminaire / Qualifications | Phase finale       | Phase finale  | Phase finale  | Phase finale  | Phase finale  | Phase finale  | Phase finale  |
| Lieu et année             | Résultat / Class.                   | J                                   | G                                   | N                                   | P                                   | bp                                  | bc                                  | Résultat           | J             | G             | N             | P             | bp            | bc            |
| ------------------------- | ----------------------------------- | ----------------------------------- | ----------------------------------- | ----------------------------------- | ----------------------------------- | ----------------------------------- | ----------------------------------- | ------------------ | ------------- | ------------- | ------------- | ------------- | ------------- | ------------- |
| France 1960               | Non inscrite                        | Non inscrite                        | Non inscrite                        | Non inscrite                        | Non inscrite                        | Non inscrite                        | Non inscrite                        | Non inscrite       | Non inscrite  | Non inscrite  | Non inscrite  | Non inscrite  | Non inscrite  | Non inscrite  |
| Espagne 1964              | 1er tour                            | 2                                   | 0                                   | 1                                   | 1                                   | 2                                   | 4                                   | Non qualifiée      | Non qualifiée | Non qualifiée | Non qualifiée | Non qualifiée | Non qualifiée | Non qualifiée |
| Italie 1968               | 1er tour, 3e/4                      | 6                                   | 2                                   | 1                                   | 3                                   | 17                                  | 13                                  | Non qualifiée      | Non qualifiée | Non qualifiée | Non qualifiée | Non qualifiée | Non qualifiée | Non qualifiée |
| Belgique 1972             | 1er tour, 2e/4                      | 6                                   | 4                                   | 1                                   | 1                                   | 12                                  | 5                                   | Non qualifiée      | Non qualifiée | Non qualifiée | Non qualifiée | Non qualifiée | Non qualifiée | Non qualifiée |
| Yougoslavie 1976          | 1er tour, 4e/4                      | 6                                   | 1                                   | 1                                   | 4                                   | 5                                   | 10                                  | Non qualifiée      | Non qualifiée | Non qualifiée | Non qualifiée | Non qualifiée | Non qualifiée | Non qualifiée |
| Italie 1980               | 4e/5                                | 8                                   | 2                                   | 0                                   | 6                                   | 7                                   | 18                                  | Non qualifiée      | Non qualifiée | Non qualifiée | Non qualifiée | Non qualifiée | Non qualifiée | Non qualifiée |
| France 1984               | 2e/4                                | 6                                   | 2                                   | 2                                   | 2                                   | 7                                   | 9                                   | Non qualifiée      | Non qualifiée | Non qualifiée | Non qualifiée | Non qualifiée | Non qualifiée | Non qualifiée |
| Allemagne de l'Ouest 1988 | 4e/5                                | 8                                   | 1                                   | 5                                   | 2                                   | 9                                   | 9                                   | Non qualifiée      | Non qualifiée | Non qualifiée | Non qualifiée | Non qualifiée | Non qualifiée | Non qualifiée |
| Suède 1992                | 2e/5                                | 8                                   | 4                                   | 2                                   | 2                                   | 19                                  | 7                                   | Non qualifiée      | Non qualifiée | Non qualifiée | Non qualifiée | Non qualifiée | Non qualifiée | Non qualifiée |
| Angleterre 1996           | 1re/5                               | 8                                   | 5                                   | 2                                   | 1                                   | 15                                  | 7                                   | 1er tour           | 3             | 0             | 1             | 2             | 1             | 4             |
| Belgique/Pays-Bas 2000    | 3e/5                                | 8                                   | 4                                   | 2                                   | 2                                   | 9                                   | 5                                   | Non qualifiée      | Non qualifiée | Non qualifiée | Non qualifiée | Non qualifiée | Non qualifiée | Non qualifiée |
| Portugal 2004             | 1re/5                               | 8                                   | 4                                   | 3                                   | 1                                   | 15                                  | 11                                  | 1er tour           | 3             | 0             | 1             | 2             | 1             | 6             |
| Suisse/Autriche 2008      | Qualifiée d'office                  | Qualifiée d'office                  | Qualifiée d'office                  | Qualifiée d'office                  | Qualifiée d'office                  | Qualifiée d'office                  | Qualifiée d'office                  | 1er tour           | 3             | 1             | 0             | 2             | 3             | 3             |
| Pologne/Ukraine 2012      | 3e/5                                | 8                                   | 3                                   | 2                                   | 3                                   | 12                                  | 10                                  | Non qualifiée      | Non qualifiée | Non qualifiée | Non qualifiée | Non qualifiée | Non qualifiée | Non qualifiée |
| France 2016               | 2e/6                                | 10                                  | 7                                   | 0                                   | 3                                   | 24                                  | 8                                   | Huitième de finale | 4             | 1             | 3             | 0             | 3             | 2             |
| Europe 2020               | 1re/5                               | 8                                   | 5                                   | 2                                   | 1                                   | 19                                  | 6                                   | Quart de finale    | 5             | 1             | 3             | 1             | 8             | 9             |
| Allemagne 2024            | 2e/6                                | 10                                  | 4                                   | 5                                   | 1                                   | 22                                  | 11                                  | Quart de finale    | 5             | 2             | 3             | 0             | 8             | 4             |
| Total                     | —                                   | 110                                 | 48                                  | 29                                  | 33                                  | 194                                 | 133                                 | 6/17               | 23            | 5             | 11            | 7             | 24            | 28            |

#### Les buteurs suisses en phase finale du Championnat d'Europe
| Rang | Joueur             | Compétition(s)   | Buts |
| ---- | ------------------ | ---------------- | ---- |
| 1    | Xherdan Shaqiri    | 2016, 2020, 2024 | 5    |
| 2    | Hakan Yakın        | 2008             | 3    |
| 2    | Haris Seferović    | 2020             | 3    |
| 2    | Breel Embolo       | 2020, 2024       | 3    |
| 5    | Kubilay Türkyılmaz | 1996             | 1    |
| 5    | Johan Vonlanthen   | 2004             | 1    |
| 5    | Admir Mehmedi      | 2016             | 1    |
| 5    | Fabian Schär       | 2016             | 1    |
| 5    | Mario Gavranović   | 2020             | 1    |
| 5    | Michel Aebischer   | 2024             | 1    |
| 5    | Kwadwo Duah        | 2024             | 1    |
| 5    | Remo Freuler       | 2024             | 1    |
| 5    | Dan Ndoye          | 2024             | 1    |
| 5    | Rubén Vargas       | 2024             | 1    |

### Parcours en Ligue des nations de l'UEFA
L'équipe nationale participe dès la première édition de la compétition, en 2018-2019, où, grâce à son bon coefficient UEFA, elle figure en Ligue A. Dans un groupe à trois, composé de la Belgique et de l'Islande, elle termine en tête, ce qui lui ouvre les portes du premier Final Four de l'histoire. Au Portugal, elle prend toutefois la dernière place en s'inclinant à deux reprises. L'édition suivante sera moins fructueuse pour la formation de Vladimir Petković. Dans une poule composée de deux des meilleures équipes du monde, l'Allemagne et l'Espagne, elle n'évite la relégation que grâce à un match remporté sur tapis vert à la suite de la mise en quarantaine de l'équipe d'Ukraine, avant la dernière rencontre, en raison de plusieurs cas de Covid-19 recensés au sein de son effectif. Celle-là est reconnue responsable de l'annulation de la partie par l'UEFA. Lors de la troisième saison, l'équipe de Murat Yakın prend un mauvais départ, mais redresse la barre en fin de campagne pour sauver sa place en Ligue A grâce à une victoire en Espagne, vainqueure du groupe, la première de son histoire sur sol espagnol, et à domicile contre la Tchéquie, qui l'avait battue lors de la rencontre initiale, trois jours plus tard.
| Édition   | Ligue | Phase de groupes | Phase de groupes | Phase de groupes | Phase de groupes | Phase de groupes | Phase de groupes | Phase de groupes | Phase finale | Phase finale  | Phase finale  | Phase finale  | Phase finale  | Phase finale  | Phase finale  | Phase finale  |
| Édition   | Ligue | Class.           | M                | V                | N                | D                | bp               | bc               | Pays hôte    | Résultat      | M             | V             | N             | D             | bp            | bc            |
| --------- | ----- | ---------------- | ---------------- | ---------------- | ---------------- | ---------------- | ---------------- | ---------------- | ------------ | ------------- | ------------- | ------------- | ------------- | ------------- | ------------- | ------------- |
| 2018-2019 | A     | 1re/3            | 4                | 3                | 0                | 1                | 14               | 5                | 2019         | 4e            | 2             | 0             | 1             | 1             | 1             | 3             |
| 2020-2021 | A     | 3e/4             | 6                | 1                | 3                | 2                | 9                | 8                | 2021         | Non qualifiée | Non qualifiée | Non qualifiée | Non qualifiée | Non qualifiée | Non qualifiée | Non qualifiée |
| 2022-2023 | A     | 3e/4             | 6                | 3                | 0                | 3                | 6                | 9                | 2023         | Non qualifiée | Non qualifiée | Non qualifiée | Non qualifiée | Non qualifiée | Non qualifiée | Non qualifiée |
| 2024-2025 | A     | 4e/4             | 6                | 0                | 2                | 4                | 6                | 14               | 2025         | Non qualifiée | Non qualifiée | Non qualifiée | Non qualifiée | Non qualifiée | Non qualifiée | Non qualifiée |
| 2026-2027 | B     | À venir          | À venir          | À venir          | À venir          | À venir          | À venir          | À venir          | 2027         | À venir       | À venir       | À venir       | À venir       | À venir       | À venir       | À venir       |
| Total     | Total | Total            | 22               | 7                | 5                | 10               | 35               | 36               | Total        | Total         | 2             | 0             | 1             | 1             | 1             | 3             |

#### Les buteurs suisses en Ligue des nations de l'UEFA
| Rang | Joueur            | Compétition(s)                  | Buts |
| ---- | ----------------- | ------------------------------- | ---- |
| 1    | Haris Seferović   | 2018-2019, 2020-2021, 2022-2023 | 7    |
| 2    | Remo Freuler      | 2020-2021, 2022-2023, 2024-2025 | 4    |
| 3    | Mario Gavranović  | 2018-2019, 2020-2021            | 3    |
| 3    | Zeki Amdouni      | 2024-2025                       | 3    |
| 5    | Ricardo Rodríguez | 2018-2019                       | 2    |
| 5    | Breel Embolo      | 2022-2023                       | 2    |
| 7    | Albian Ajeti      | 2018-2019                       | 1    |
| 7    | Nico Elvedi       | 2018-2019                       | 1    |
| 7    | Michael Lang      | 2018-2019                       | 1    |
| 7    | Admir Mehmedi     | 2018-2019                       | 1    |
| 7    | Xherdan Shaqiri   | 2018-2019                       | 1    |
| 7    | Denis Zakaria     | 2018-2019                       | 1    |
| 7    | Steven Zuber      | 2018-2019                       | 1    |
| 7    | Silvan Widmer     | 2020-2021                       | 1    |
| 7    | Manuel Akanji     | 2022-2023                       | 1    |
| 7    | Noah Okafor       | 2022-2023                       | 1    |
| 7    | Joël Monteiro     | 2024-2025                       | 1    |
| 7    | Andi Zeqiri       | 2024-2025                       | 1    |

### Parcours aux Jeux olympiques
L'équipe de Suisse participe à deux éditions des Jeux olympiques, son meilleur résultat étant une médaille d'argent obtenue en 1924 (finale perdue contre l'Uruguay). En 2012, l'équipe A ne participe pas aux Jeux olympiques : ce sont les moins de 23 ans et trois joueurs plus âgés qui composent l'équipe de Suisse olympique de football.
| Tournoi olympique | Tournoi olympique                  | Tournoi olympique | Tournoi olympique | Tournoi olympique | Tournoi olympique | Tournoi olympique | Tournoi olympique | Tournoi olympique |
| Lieu et année     | Résultat                           | Class.            | J                 | G                 | N                 | P                 | bp                | bc                |
| ----------------- | ---------------------------------- | ----------------- | ----------------- | ----------------- | ----------------- | ----------------- | ----------------- | ----------------- |
| Paris 1924        | Médaille d'argent, Jeux olympiques | 2e                | 6                 | 4                 | 1                 | 1                 | 15                | 6                 |
| Amsterdam 1928    | Huitième de finale                 | –                 | 1                 | 0                 | 0                 | 1                 | 0                 | 4                 |
| Total             | —                                  | 2                 | 7                 | 4                 | 1                 | 2                 | 15                | 10                |

#### Les buteurs suisses aux Jeux olympiques
| Rang | Joueur            | Compétition(s) | Buts |
| ---- | ----------------- | -------------- | ---- |
| 1    | Max Abegglen      | 1924           | 5    |
| 1    | Paul Sturzenegger | 1924           | 5    |
| 3    | Walter Dietrich   | 1924           | 2    |
| 4    | Robert Pache      | 1924           | 1    |
| 4    | Rudolf Ramseyer   | 1924           | 1    |

## Statistiques
De février 1905 à juin 2025, l'équipe suisse a joué 872 matchs pour un bilan de 309 victoires, 199 matchs nuls et 364 défaites. Elle a marqué 1 293 buts et en a encaissé 1 446. Au total, elle a rencontré 90 nations différentes,.

### Marques importantes
Les tableaux suivants récapitulent les marques importantes atteintes par la « Nati » au fil de ses rencontres internationales.
| Marque | Matches          | Matches                       | Victoires    | Victoires             | Matches nuls | Matches nuls    | Défaites          | Défaites          |
| Marque | Date             | Adversaire                    | Date         | Adversaire            | Date         | Adversaire      | Date              | Adversaire        |
| ------ | ---------------- | ----------------------------- | ------------ | --------------------- | ------------ | --------------- | ----------------- | ----------------- |
| 1      | 12 février 1905  | en France (défaite 1-0)       | 5 avril 1908 | Allemagne (5-3)       | 7 mai 1911   | Italie (2-2)    | 12 février 1905   | en France (1-0)   |
| 100    | 12 avril 1931    | en Hongrie (défaite 6-2)      | 22 juin 1973 | Écosse (1-0)          | 8 mai 1990   | Argentine (1-1) | 1er janvier 1942  | au Portugal (3-0) |
| 200    | 8 juin 1947      | France (défaite 1-2)          | 3 mars 2005  | Chypre (1-0)          | -            | -               | 1er décembre 1974 | Turquie (2-1)     |
| 300    | 15 avril 1964    | Belgique (victoire 2-0)       | 28 mars 2023 | Israël (victoire 3-0) | -            | -               | 15 mai 2002       | Canada (1-3)      |
| 400    | 22 mai 1979      | Islande (victoire 2-0)        | -            | -                     | -            | -               | -                 | -                 |
| 500    | 13 décembre 1989 | en Espagne (défaite 2-1)      | -            | -                     | -            | -               | -                 | -                 |
| 600    | 26 avril 2000    | en Allemagne (1-1)            | -            | -                     | -            | -               | -                 | -                 |
| 700    | 3 mars 2010      | Uruguay (défaite 1-3)         | -            | -                     | -            | -               | -                 | -                 |
| 800    | 5 septembre 2019 | en République d'Irlande (1-1) | -            | -                     | -            | -               | -                 | -                 |

| Marque | Matches      | Matches                       | Victoires    | Victoires       | Matches nuls | Matches nuls | Défaites     | Défaites                    |
| Marque | Date         | Adversaire                    | Date         | Adversaire      | Date         | Adversaire   | Date         | Adversaire                  |
| ------ | ------------ | ----------------------------- | ------------ | --------------- | ------------ | ------------ | ------------ | --------------------------- |
| 1      | 8 mars 1908  | France (défaite 1-2)          | 5 avril 1908 | Allemagne (5-3) | 8 mars 1914  | France (2-2) | 20 mai 1909  | Angleterre (amateure) (0-9) |
| 100    | 26 mai 1949  | Pays de Galles (victoire 4-0) | 1er mai 1993 | Italie (1-0)    | -            | -            | 19 juin 1995 | Italie (0-1)                |
| 200    | 30 mai 1981  | Angleterre (victoire 2-1)     | -            | -               | -            | -            | -            | -                           |
| 300    | 18 août 2004 | Irlande du Nord (0-0)         | -            | -               | -            | -            | -            | -                           |

| Marque | Matches         | Matches                      | Victoires   | Victoires       | Matches nuls | Matches nuls | Défaites        | Défaites       |
| Marque | Date            | Adversaire                   | Date        | Adversaire      | Date         | Adversaire   | Date            | Adversaire     |
| ------ | --------------- | ---------------------------- | ----------- | --------------- | ------------ | ------------ | --------------- | -------------- |
| 1      | 12 février 1905 | France (défaite 1-0)         | 18 mai 1913 | Allemagne (1-2) | 7 mai 1911   | Italie (2-2) | 12 février 1905 | France (1-0)   |
| 100    | 2 octobre 1949  | Belgique (défaite 3-0)       | -           | -               | -            | -            | 2 novembre 1966 | Roumanie (4-2) |
| 200    | 30 mars 1983    | Écosse (2-2)                 | -           | -               | -            | -            | 5 juin 2022     | Portugal (4-0) |
| 300    | 16 août 2006    | Liechtenstein (victoire 0-3) | -           | -               | -            | -            | -               | -              |

### Nations rencontrées
La sélection suisse a eu l'occasion de rencontrer de nombreuses nations à travers le monde. Elle affronte sa première équipe non-européenne en 1924, lors de la finale des Jeux olympiques d'été jouée contre l'Uruguay. L'équipe suisse se déplace pour la première fois sur un autre continent en 1950 à l'occasion de la Coupe du monde au Brésil, où elle affronte la Yougoslavie, le Brésil et le Mexique. Elle joue contre le Maroc, sa première équipe africaine, en 1963. La « Nati » rencontre enfin une équipe de la Confédération asiatique, les Émirats arabes unis, en 1992, et une équipe océanienne, l'Australie, en 2010. Cette dernière fait cependant partie de la Confédération asiatique depuis 2006 ; l'équipe suisse n'a donc jamais affronté une équipe de la Confédération d'Océanie.

La carte mondiale des six confédérations de la FIFA

Sur ses matchs joués face à 90 nations différentes, cinq équipes, toutes européennes, ont disparu : l'Allemagne de l'Est, la Sarre, la Tchécoslovaquie, l'URSS et la Yougoslavie.
| Confédération de l'adversaire                         | Joués | Victoires | Matchs nuls | Défaites | % de victoires |
| ----------------------------------------------------- | ----- | --------- | ----------- | -------- | -------------- |
| Europe (UEFA)                                         | 784   | 272       | 178         | 334      | 34,7 %         |
| Amérique du Sud (CONMEBOL)                            | 33    | 8         | 9           | 16       | 24,2 %         |
| Amérique du Nord, Centrale et les Caraïbes (CONCACAF) | 25    | 14        | 7           | 4        | 56 %           |
| Afrique (CAF)                                         | 16    | 7         | 3           | 6        | 43,8 %         |
| Asie (AFC)                                            | 14    | 8         | 2           | 4        | 57,1 %         |
| Océanie (OFC)                                         | 0     | 0         | 0           | 0        | 0 %            |
| Total                                                 | 872   | 309       | 199         | 364      | 35,4 %         |

### Adversaires les plus fréquents
L'équipe de Suisse a joué au moins 20 matchs contre 12 équipes et au moins 10 contre 25 nations. Les pays n'appartenant pas à l'UEFA que les Helvètes ont rencontré le plus sont le Brésil et les États-Unis, avec dix confrontations contre chacune de ces deux formations.
L'adversaire le plus fréquent de la Suisse est l'Italie, affrontée à 62 reprises depuis 1911. Les deux pays se sont principalement rencontrés lors des phases de qualification pour la Coupe du monde ou l'Euro, à la Coupe internationale européenne et en match amical. La Suisse a éliminé l'Italie en quarts de finale des Jeux olympiques de 1924. Les deux pays se sont également affrontés en phase de groupes des Coupes du monde de 1954 (deux victoires de la Suisse) et 1962 (victoire de l'Italie).
L'équipe suisse a rencontré 54 fois l'Allemagne, dont 46 fois pour un match amical. Les Allemands ont battu la « Nati » au premier tour des Jeux olympiques de 1928 et des Coupes du mondes de 1962 et 1966, mais les Suisses les ont éliminés lors des huitièmes de finale de la Coupe du monde 1938,.
La Suisse a affronté 47 fois la Hongrie et 43 fois l'Autriche, presque toujours lors de matchs amicaux ou à la Coupe internationale européenne. La seule rencontre Suisse-Autriche en Coupe du monde est le quart de finale historique remporté par l'Autriche sur le score de 7-5 en 1954, alors que la Hongrie a éliminé la Suisse en quart de finale de la Coupe du monde de 1938,.
La France est le premier adversaire de la Suisse en 1905. Les deux équipes se sont affrontées 39 fois, dont cinq fois en phase finale d'un tournoi majeur. La France a battu la Suisse au premier tour de l'Euro 2004 et de la Coupe du monde de 2014, et les deux pays sont restés à égalité au premier tour de la Coupe du monde 2006 et de l'Euro 2016. La Suisse a finalement écarté son voisin aux penalties, en 1/8 de finale de l'Euro 2020.
| Adversaire           | Joués | Victoires | Matchs nuls | Défaites | Buts pour | Buts contre | % de victoires |
| -------------------- | ----- | --------- | ----------- | -------- | --------- | ----------- | -------------- |
| Italie               | 62    | 9         | 24          | 29       | 70        | 111         | 14,5 %         |
| Allemagne,           | 54    | 9         | 9           | 36       | 70        | 143         | 16,7 %         |
| Hongrie              | 47    | 12        | 5           | 30       | 70        | 132         | 25,5 %         |
| Autriche             | 43    | 12        | 6           | 25       | 61        | 106         | 27,9 %         |
| France               | 39    | 12        | 11          | 16       | 63        | 70          | 30,7 %         |
| Pays-Bas             | 33    | 15        | 3           | 15       | 61        | 68          | 45,5 %         |
| Angleterre,          | 32    | 3         | 7           | 22       | 24        | 83          | 9,4 %          |
| Belgique             | 30    | 9         | 6           | 15       | 45        | 57          | 30,0 %         |
| Suède                | 29    | 11        | 7           | 11       | 41        | 45          | 37,9 %         |
| Tchécoslovaquie      | 27    | 7         | 6           | 14       | 38        | 58          | 25,9 %         |
| Espagne              | 27    | 2         | 6           | 19       | 24        | 58          | 7,4 %          |
| Portugal             | 26    | 11        | 5           | 10       | 35        | 40          | 42,3 %         |
| République d'Irlande | 19    | 7         | 4           | 8        | 14        | 19          | 36,8 %         |
| Norvège              | 19    | 6         | 5           | 8        | 20        | 26          | 31,6 %         |
| Écosse               | 17    | 5         | 4           | 8        | 25        | 27          | 29,4 %         |
| Turquie              | 16    | 5         | 3           | 8        | 24        | 23          | 31,3 %         |
| Grèce                | 15    | 9         | 4           | 2        | 20        | 12          | 60,0 %         |
| Roumanie             | 15    | 5         | 4           | 6        | 22        | 17          | 33,3 %         |
| Danemark             | 15    | 2         | 8           | 5        | 16        | 21          | 13,3 %         |
| Luxembourg           | 13    | 11        | 1           | 1        | 33        | 10          | 84,6 %         |
| Yougoslavie          | 13    | 2         | 5           | 6        | 16        | 29          | 15,4 %         |
| Bulgarie             | 12    | 6         | 4           | 2        | 22        | 13          | 50,0 %         |
| Pologne              | 11    | 1         | 6           | 4        | 12        | 21          | 9,1 %          |
| États-Unis           | 10    | 5         | 4           | 1        | 15        | 7           | 50,0 %         |
| Brésil               | 10    | 2         | 4           | 4        | 9         | 12          | 20,0 %         |

### Classement FIFA
Après avoir obtenu huit victoires en dix matchs officiels depuis mai 1992, la Suisse est classée au troisième rang du premier classement FIFA en août 1993. C'est le meilleur rang de son histoire à ce jour. Elle descend ensuite progressivement du neuvième rang en octobre 1995 au 83e rang en décembre 1998, ce qui est son classement le plus bas jusqu'à maintenant. La « Nati » atteint le sixième rang en février 2014, son meilleur résultat depuis 1994, après n'avoir perdu aucun match pendant les qualifications pour la Coupe du monde de 2014.
| Année               | 1993 | 1994 | 1995 | 1996 | 1997 | 1998 | 1999 | 2000 | 2001 | 2002 | 2003 | 2004 | 2005 | 2006 | 2007 | 2008 | 2009 | 2010 |
| ------------------- | ---- | ---- | ---- | ---- | ---- | ---- | ---- | ---- | ---- | ---- | ---- | ---- | ---- | ---- | ---- | ---- | ---- | ---- |
| Classement mondial  | 12   | 7    | 18   | 47   | 62   | 83   | 47   | 58   | 63   | 44   | 44   | 51   | 35   | 17   | 44   | 24   | 18   | 22   |
| Classement européen | 10   | 6    | 14   | 23   | 29   | 35   | 30   | 30   | 31   | 23   | 24   | 25   | 18   | 13   | 26   | 16   | 11   | 14   |

| Année               | 2011 | 2012 | 2013 | 2014 | 2015 | 2016 | 2017 | 2018 | 2019 | 2020 | 2021 | 2022 | 2023 | 2024 | 2025 |
| ------------------- | ---- | ---- | ---- | ---- | ---- | ---- | ---- | ---- | ---- | ---- | ---- | ---- | ---- | ---- | ---- |
| Classement mondial  | 17   | 12   | 8    | 12   | 12   | 11   | 8    | 8    | 12   | 16   | 13   | 12   | 18   | 20   | 19   |
| Classement européen | 12   | 10   | 5    | 8    | 6    | 6    | 6    | 6    | 7    | 11   | 10   | 9    | 10   | 10   | 9    |

| Légende du classement mondial : | de 1 à 25 | de 26 à 50 | de 51 à 211 |

| Légende du classement européen : | de 1 à 15 | de 16 à 30 | de 31 à 55 |

### Records
L'équipe suisse a obtenu la victoire la plus large de son histoire le 25 mai 1924 en battant la Lituanie sur le score de 9-0 au premier tour des Jeux olympiques de 1924. Deux matchs amicaux joués le 20 mai 1909 contre l'Angleterre (amateure) et le 29 octobre 1911 contre la Hongrie, tous deux perdus sur le score de 0-9, restent les plus lourdes défaites de son histoire.
La « Nati » a participé au record du plus grand nombre de buts marqués en un match de Coupe du monde. Il s'agit du quart de finale Autriche-Suisse en 1954, perdu sur le score de 7-5. Lors de l'Euro 2004, Johan Vonlanthen est devenu le plus jeune buteur de l'histoire du Championnat d'Europe à l'âge de 18 ans. L'équipe suisse est entrée dans l'histoire de la Coupe du monde en 2006. Elle est devenue la première à ne pas y encaisser de but pendant le temps réglementaire, mais aussi la première à ne pas marquer lors d'une séance de tirs au but. Depuis 2010, la Suisse détient le record de temps de jeu sans encaisser de but en phase finale de Coupe du monde, avec 559 minutes entre le match contre l'Espagne en 1994 et le match contre le Chili en 2010.
Lorsqu'elle bat la Biélorussie en juin 2017, la « Nati » remporte une sixième rencontre consécutive, toutes compétitions confondues, pour la première fois de son histoire. Finalement, la Suisse remporte dix matchs d'affilée, série stoppée par le Portugal en octobre 2017. Une autre série qui prend fin avec cette défaite est celle du nombre de rencontres où la « Nati » sort invaincue d'un match de qualification pour une Coupe du monde. Elle restera ainsi à 27. La dernière défaite remontait en effet au camouflet face au Luxembourg neuf ans plus tôt (1-2 le 10 septembre 2008).

### Trophées non officiels

#### Bâton de Nasazzi
Le bâton de Nasazzi est un trophée virtuel, transmis d'équipe nationale à équipe nationale depuis la victoire uruguayenne lors de la première Coupe du monde organisée en Uruguay, en juillet 1930. Il tire son nom du capitaine de l'équipe vainqueur, José Nasazzi. Il se conquiert en battant, dans un match officiel (amicaux compris) et dans le temps réglementaire (90 minutes), l'équipe qui le détient. Depuis sa création, le bâton de Nasazzi a été en possession de l'équipe de Suisse six fois, la première en 1939 et la dernière en 2013. Au total, elle a gardé le bâton 853 jours, dont un record de 224 jours entre 1942 et 1945.
| Date             | Compétition         | Précédent détenteur | Score | Nouveau détenteur | Temps gardé |
| ---------------- | ------------------- | ------------------- | ----- | ----------------- | ----------- |
| 12 novembre 1939 | Amical              | Italie              | 1 - 3 | Suisse (1)        | -           |
| 31 mars 1940     | Amical              | Suisse              | 0 - 3 | Hongrie           | 140 jours   |
| 20 avril 1941    | Amical              | Allemagne           | 1 - 2 | Suisse (2)        | -           |
| 16 novembre 1941 | Amical              | Suisse              | 1 - 2 | Hongrie           | 210 jours   |
| 15 novembre 1942 | Amical              | Suède               | 1 - 3 | Suisse (3)        | -           |
| 16 mai 1943      | Amical              | Suisse              | 1 - 3 | Hongrie           | 182 jours   |
| 25 novembre 1945 | Amical              | Suède               | 0 - 3 | Suisse (4)        | -           |
| 7 juillet 1946   | Amical              | Suisse              | 2 - 7 | Suède             | 224 jours   |
| 22 juin 1994     | Coupe du monde 1994 | Roumanie            | 1 - 4 | Suisse (5)        | -           |
| 26 juin 1994     | Coupe du monde 1994 | Suisse              | 0 - 2 | Colombie          | 4 jours     |
| 14 août 2013     | Amical              | Brésil              | 0 - 1 | Suisse (6)        | -           |
| 15 novembre 2013 | Amical              | Suisse              | 1 - 2 | Corée du Sud      | 93 jours    |

#### Championnat du monde non officiel
Le championnat du monde non officiel est un mode de calcul particulier déterminant un champion du monde en titre officieux, parmi les équipes nationales affiliées à la FIFA. Il utilise un système similaire à celui pratiqué en boxe, opposant ainsi un champion défendant son titre contre un challenger. Pour devenir champion en titre, il faut donc non seulement battre le champion en titre, mais également avoir été retenu comme équipe challenger. Depuis le début du calcul en 1872, l'équipe de Suisse a remporté sept titres, le premier en 1939 et le dernier en 1994. Au total, elle a disputé 33 matches pour le titre.
| Date             | Compétition         | Champion en titre | Score | Nouveau champion | Temps gardé |
| ---------------- | ------------------- | ----------------- | ----- | ---------------- | ----------- |
| 12 novembre 1939 | Amical              | Italie            | 1 - 3 | Suisse (1)       | -           |
| 31 mars 1940     | Amical              | Suisse            | 0 - 3 | Hongrie          | 2 matchs    |
| 20 avril 1941    | Amical              | Allemagne         | 1 - 2 | Suisse (2)       | -           |
| 16 novembre 1941 | Amical              | Suisse            | 1 - 2 | Hongrie          | 1 match     |
| 15 novembre 1942 | Amical              | Suède             | 1 - 3 | Suisse (3)       | -           |
| 16 mai 1943      | Amical              | Suisse            | 1 - 3 | Hongrie          | 1 match     |
| 25 novembre 1945 | Amical              | Suède             | 0 - 3 | Suisse (4)       | -           |
| 7 juillet 1946   | Amical              | Suisse            | 2 - 7 | Suède            | 1 match     |
| 3 mai 1970       | Amical              | France            | 1 - 2 | Suisse (5)       | -           |
| 15 novembre 1970 | Amical              | Suisse            | 0 - 1 | Hongrie          | 2 matchs    |
| 27 octobre 1982  | Amical              | Italie            | 0 - 1 | Suisse (6)       | -           |
| 13 avril 1983    | Amical              | Suisse            | 0 - 1 | Union soviétique | 5 matchs    |
| 22 juin 1994     | Coupe du monde 1994 | Roumanie          | 1 - 4 | Suisse (7)       | -           |
| 26 juin 1994     | Coupe du monde 1994 | Suisse            | 0 - 2 | Colombie         | 1 match     |

## Popularité

### Affluence au stade

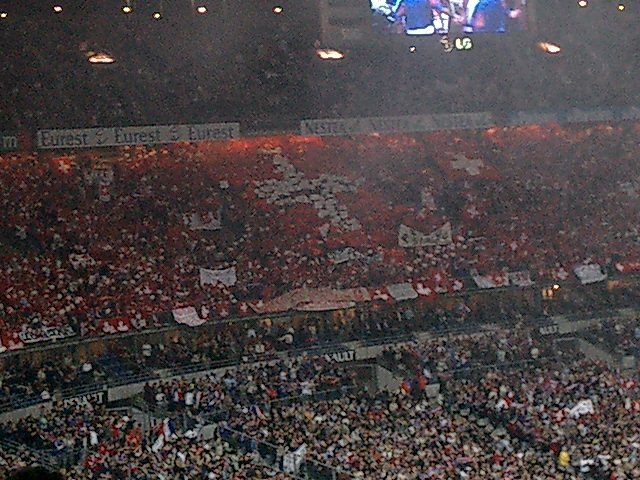
Supporters suisses au stade de France en mars 2005

De 1908 à 2008, environ 6,8 millions de personnes ont assisté aux plus de 300 matchs que l'équipe suisse a joué à domicile. Cela représente une moyenne d'environ 20 000 spectateurs. Certains matchs ont été joués devant plus de 50 000 spectateurs dans les années 1950 à 1980.
Les supporters suisses se déplacent en nombre à l'étranger. Le record a été établi lors de la Coupe du monde de 2006 : plus de 50 000 des 65 000 places du Signal Iduna Park étaient occupées par des supporters helvétiques lors du match contre le Togo. Si les matchs de qualification à l'étranger attirent parfois 5 000 Suisses dans les bonnes périodes, 15 000 d'entre eux se sont rendus à Paris pour un match France-Suisse en 2005. Alexander Frei a déclaré en 2009 : « C'est spécial d’être en Lettonie ou au Luxembourg tout en ayant l’impression de jouer à domicile, ».

### Audiences télévisuelles
Le premier match diffusé à la télévision date de 1954. C'est la Société suisse de radiodiffusion et télévision, le groupe audiovisuel public, qui diffuse les rencontres de l'équipe nationale. L'audience des matchs importants dépasse parfois deux millions de téléspectateurs, soit le quart de la population.
Le 17 novembre 1993, l'équipe suisse joue son dernier match des qualifications pour la Coupe du monde de 1994 contre l'Estonie. Le nombre cumulé de téléspectateurs sur les trois chaînes nationales atteint 2,1 millions (1,555 million sur SF DRS, 476 000 sur TSR et 69 000 sur RTSI), ce qui constitue alors un record. Le match Suisse-Colombie de la Coupe du monde de 1994 attire 512 000 téléspectateurs sur la TSR. À ce moment-là, c'est la deuxième audience de l'histoire de la chaîne derrière le téléjournal du 6 décembre 1992, jour du référendum sur l'adhésion à l'Espace économique européen. 1,544 million de personnes regardent Suisse-Colombie sur SF DRS, la part de marché atteignant 84 %.
En 2006, le huitième de finale de la Coupe du monde entre la Suisse et l'Ukraine draine un total de 2,3 millions de téléspectateurs (1,733 million sur SRF zwei, 498 800 sur TSR 2 et 97 600 sur TSI 2). Sur SRF, c'est la cinquième audience depuis le début des mesures en 1985 et la deuxième audience pour une retransmission sportive derrière la descente masculine des championnats du monde de ski alpin 1985. Pendant l'Euro 2008, 1,652 million de personnes regardent la rencontre Suisse-Turquie sur SF zwei (septième audience depuis 1985, troisième audience pour une retransmission sportive) et 412 000 personnes sur TSR 2. Le match Suisse-Honduras de la Coupe du monde 2010 est suivi par 1,286 million de personnes sur SF Zwei et 381 000 personnes sur TSR2. Pendant la Coupe du monde de 2014, le huitième de finale Suisse-Argentine attire 1,5 million de téléspectateurs sur SRF zwei (74,2 % de parts de marché), 500 000 téléspectateurs sur RTS Deux (78,2 % de part de marché) et 102 800 téléspectateurs sur RSI La 2 pour un total de 2,1 millions de personnes. À la fin du match, SRF zwei et RTS Deux atteignent un pic à 1,8 million et 678 000 personnes respectivement,.